# Inégalités femmes-hommes en France
Pour un article plus général, voir Inégalités femmes-hommes.
Les inégalités femmes-hommes en France touchent plusieurs domaines : vie familiale, études, vie professionnelle, santé, vie politique, etc.
Les inégalités de genre sont considérées comme des obstacles majeurs dans le développement humain. C'est le Programme des Nations unies pour le développement (PNUD) qui les mesure avec l'indice d'inégalité de genre (IIG).

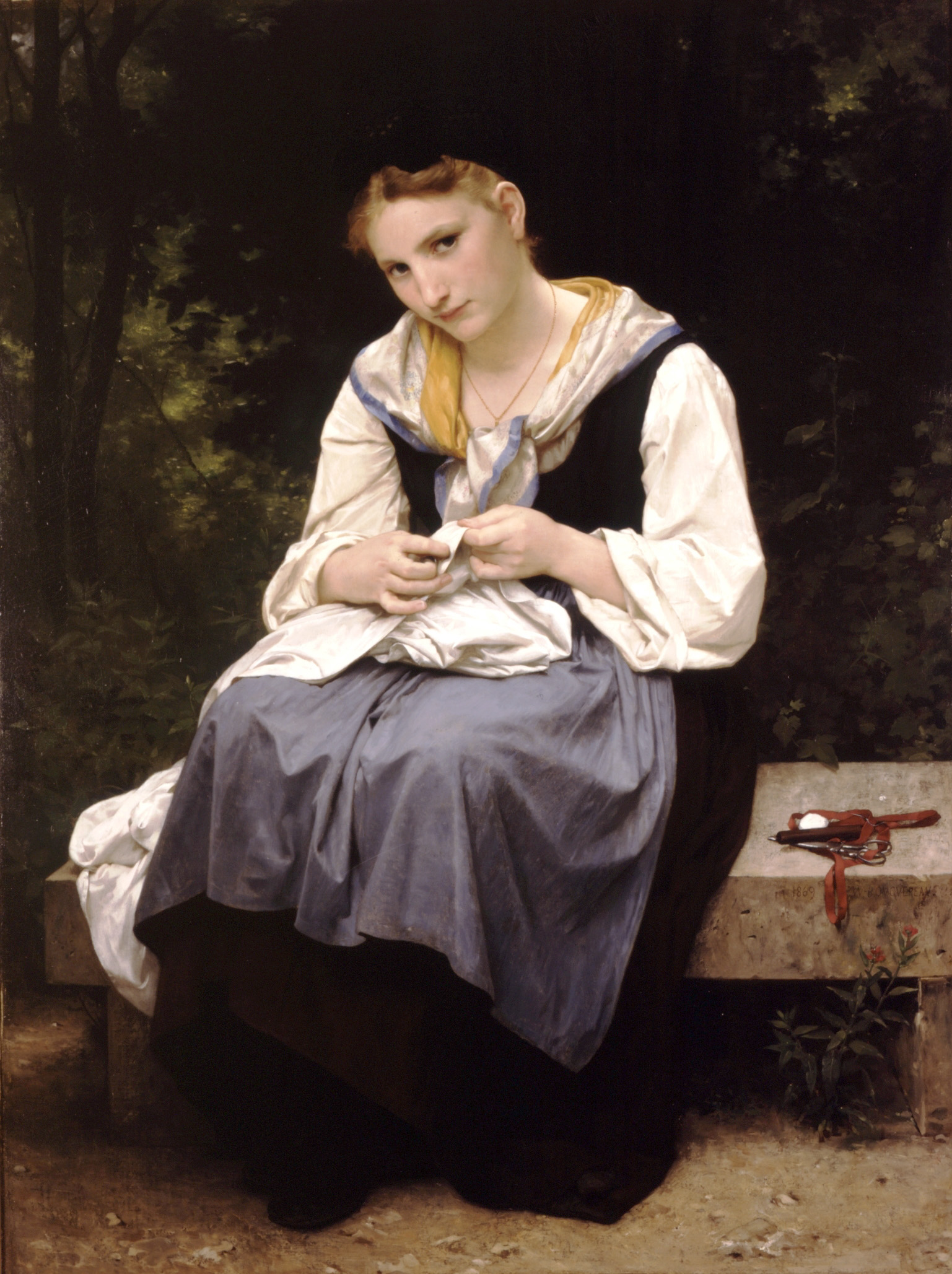
Jeune ouvrière, peinture de William Bouguereau, 1869.

## Sphère familiale
Les femmes fournissent 64 % du temps nécessaire pour effectuer les tâches domestiques. La participation des hommes a augmenté de quelques minutes de 1966 à 1986, puis s'est stabilisée et ne progresse plus depuis. L'inégalité dans la répartition des tâches s'aggrave pour les couples ayant au moins deux enfants : la participation des hommes diminue alors d’environ 10 %. Toutefois, selon une récente étude de l'INED le partage des tâches a largement progressé ; 30 % des hommes s'occupent principalement des tâches ménagères, sans que soient pris en compte dans cette étude les 15 % d'enfants issus de séparations ayant fait l'objet d'une procédure devant le juge aux affaires familiales où par conséquent les hommes s'occupent de façon effective de l'entretien de leur enfant et des tâches ménagères. Pour que ces données progressent concernant le partage des tâches ménagères, il faudra en passer par une modification des mentalités concernant le rôle des femmes dans le milieu familial. Selon une étude de L'INSEE datant de 2010, les femmes consacrent en moyenne 3 h 26 min aux tâches domestiques par jour contre deux heures pour les hommes.
La question de la résidence des enfants est un motif de conflit dans 18 % des divorces. Dans 90 % du total des divorces, la garde des enfants est confiée à la mère, sans que le père exprime un autre choix ; tandis que le niveau de vie moyen des femmes diminue nettement après la séparation. La résidence des enfants chez le père ne représente que 8 % des cas. De ce fait, une femme sur trois seulement retrouve une vie de couple après un divorce (un homme sur deux). Cependant, le système de la garde alternée est en progression (10 % environ des divorces).
En général, les femmes s'occupent au quotidien des tâches les moins valorisées.

## Temps libre et travail non rémunéré
En France, en 2010, le temps consacré aux loisirs est de 3 h 46 min par jour pour les femmes et de 4 h 24 min par jour pour les hommes. La différence porte sur le temps dédié aux jeux, à Internet et au sport.
La chercheuse Sibylle Gollac indique en 2020 que dans les couples avec enfants, les hommes travaillent 51 heures dont les 2 tiers sont rémunérées, contre 54 pour les femmes dont les 2 tiers sont non rémunérées.

## Sphère professionnelle
Les femmes acquièrent le droit de travailler sans l'autorisation de leur mari grâce à la loi du 13 juillet 1965, entrée en vigueur le 1er février 1966.
68,2 % des femmes âgées de 15 à 64 ans participent au marché du travail en France (hors Mayotte), tandis que cela concerne 75,8 % des hommes de la même classe d’âge.
Dans un rapport publié par la CFTC, il est indiqué que 49 % des femmes affirment que l'arrivée d'un enfant a eu un impact significatif sur leur emploi contre 14 % pour les hommes. Cet impact sur la sphère professionnelle varie, cela peut aller du changement de poste, au travail à temps partiel ou encore au congé parental.

### Chômage
Selon le ministère de l'Emploi[réf. souhaitée], en 2007, les femmes, qui représentent 45 % de la population active (11,2 millions) connaissent un taux de chômage  de 9,1 %, contre 7,8 % pour les hommes. Mais en 2012, le chômage masculin a progressé (9,7 % pour les hommes et 10 % pour les femmes). Selon l'Insee[réf. souhaitée], depuis 2014, le chômage masculin dépasse le féminin.

### Emploi
Près de la moitié des femmes sont employées. Elles représentent ainsi 76 % du nombre total d'employés, contre seulement 18 % du nombre total d'ouvriers. Les deux tiers des postes de cadres du secteur privé sont occupés par des hommes, et moins de deux dirigeants sur dix sont des dirigeantes (Insee[réf. souhaitée]).
Plus d'une femme sur dix (11 %) occupe un emploi temporaire (CDD, stages, emplois aidés) contre 8 % de l'ensemble des salariés.
La maternité est considérée comme un motif de discrimination que ce soit lors du recrutement ou pendant sa carrière. Être enceinte est considérée comme étant un frein dans l'évolution de la carrière professionnelle. Le retour de congé maternité est également vu comme une déchéance professionnelle.

#### Salaire
Le revenu salarial moyen annuel d'une femme salariée du secteur privé en France en 2021, s'élève à 18 630 euros, contre 24 640 euros pour les hommes, ce qui correspond à un écart de 24,4 % en sa défaveur par rapport à un homme salarié. Cette différence s'explique notamment par le fait que le volume de travail est différent, les femmes occupant moins souvent un emploi, et davantage d'emplois à temps partiel que les hommes, ce qui expliquait en 2017 40 % de l'écart de salaire entre femmes et hommes. En équivalent temps plein (à volume horaire égal), cela correspond à un écart annuel moyen de 15,5 % en 2021 (17,5 % en 2016). Cet écart s'explique en partie par le fait que les hommes occupent des postes à la rémunération plus élevée.
Dans le secteur privé, cet écart s’accroît avec le temps, il débute à 4,6 % à 25 ans pour atteindre 27,5 % au delà de 60 ans. À l'inverse, la différence de temps de travail est de 20 % pour les moins de 25 ans tandis qu'elle revient à 10 % entre 25 et 60 ans.
Les écarts de salaires y sont plus cumulés parmi les ouvrières, qui perçoivent 14,3 % de salaire de moins que les ouvriers à temps de travail équivalent, et travaillent 23,3 % de moins qu'eux. Les employées perçoivent une rémunération inférieure de 4,7 % aux hommes à temps de travail équivalent, et ont un temps de travail proche. Les écarts de rémunération à temps de travail équivalent sont de 16,1 % parmi les cadres, et de 12,2 % parmi les professions intermédiaires, tandis que les temps de travail sont inverses, avec 4,7 % de temps de travail en moins parmi les femmes cadres, pour 10,9 % parmi les femmes en professions intermédiaires.
Globalement, à poste équivalent et temps de travail équivalent, l'écart de salaire est de 4,3 %, chiffre qui masque une ségrégation professionnelle, les femmes ne travaillent pas dans les mêmes secteurs et chez les mêmes employeurs.
L'écart est de 14 % dans la fonction publique (Insee). Chez les cadres, les femmes gagnent 23 % de moins que les hommes, chez les ouvriers 17 % et chez les employés 7 % (Insee).[réf. nécessaire]
Pour les emplois salariés à temps complet, l'écart de salaire entre hommes et femmes était de 29,4 % en 1976 contre 16,3 % en 2017. Cette évolution vers une diminution de l'écart de salaire a progressé jusqu'en 1980 avant de stagner jusqu'en 2000, en raison de l'essor du travail à temps partiel des femmes, avant d'évoluer à nouveau depuis.

#### Temps partiel
30 % des femmes travaillent à temps partiel contre 5 % des hommes. Sur les 4,1 millions d'actifs à temps partiel, 83 % sont des femmes (Insee[réf. souhaitée]). Le taux de travail à temps partiel chez les femmes est fortement corrélé au nombre d'enfants en bas âge présents au foyer. Pour 28 % de ces femmes et 42 % de ces hommes, le temps partiel ne correspond pas à un choix, mais est « subi », c'est-à-dire qu'ils souhaiteraient travailler davantage (Insee[réf. souhaitée]).

#### Emplois qualifiés et position hiérarchique
Les femmes occupent davantage les postes les moins qualifiés. 25,9 % des femmes occupent des postes d'employés ou d'ouvriers non qualifiés en 2018, alors que cela ne concerne que 15 % des hommes, et 15,7 % des femmes en emploi occupent des postes cadres alors que cela concerne 20,8 % des hommes.
Les femmes et les hommes n'occupent pas les mêmes métiers ou postes. Les métiers de services sont principalement exercés par des femmes, tout comme les métiers de l'enseignement et les métiers d'entretien, tandis que les métiers tertiaires très qualifiés sont plutôt mixtes.
Les femmes ont plus de difficultés que les hommes à monter en grade et en salaire. On parle alors de « plafond de verre ».
La loi dite « Copé-Zimmermann » du 27 janvier 2011 oblige les grandes entreprises à nommer au moins 40 % de femmes au sein de leurs conseils d’administration et de surveillance. Les députés ont étendu le dispositif de cette loi aux sociétés d'assurances mutuelles régies par le code des assurances. En 2013, la part de femmes atteint 26 % dans les conseils d'administration des 120 plus grandes entreprises cotées en Bourse et en 2019 43,6 %.
En 2021, la loi dite « Rixain » est adoptée pour accélérer la participation des femmes à la vie économique et professionnelle ; elle prévoit :
- un index de l’égalité des chances entre les femmes et les hommes par les établissements d’enseignement du supérieur pour chacune de leurs formations ;
- des quotas dans les postes de direction des grandes entreprises dans le but d'imposer des quotas de 30 % de femmes cadres-dirigeantes et de 30 % de femmes membres des instances dirigeantes en 2027, puis d’atteindre 40 % en 2030.

### Accidents du travail
La moindre présence statistique des femmes dans les emplois comprenant traditionnellement des risques sanitaires explique que moins de 26 % des victimes d'accidents du travail ayant nécessité un arrêt de travail sont des femmes. De même, les femmes sont victimes de 25 % des accidents du travail ayant entraîné une incapacité permanente. Enfin, il meurt 25 fois moins de femmes que d'hommes sur les lieux de travail.

### Maladies professionnelles
Les emplois salariés les plus dangereux pour la santé sont réservés aux hommes. Deux tiers des maladies professionnelles ayant entraîné une incapacité permanente sont contractées par des hommes. Le nombre de décès attribués à une maladie professionnelle est plus de 80 fois inférieur chez les femmes que chez les hommes.

### Travail de nuit
Les femmes occupent moins de 25 % des postes de nuit.

### Effets indirects de la division du travail
La répartition des femmes et des hommes par métier, fonction, secteur et durée de travail est la source majeure de l’inégalité salariale entre les femmes et les hommes et le principal facteur de sa persistance. 75 % de l’écart des salaires proviennent des différences de structure des emplois, le facteur le plus important étant la durée de travail). Il apparaît tout de même qu’à même durée du travail, formation, expérience et qualification professionnelle, région et secteur d’activité et poste de travail, les salaires masculins restent supérieurs d’environ 10 % aux salaires féminins.

## Santé

### Généralités
Les études sur le sujet sont peu nombreuses. Au début du XXIe siècle, les femmes jouissent d'une espérance de vie plus longue que les hommes (85,3 ans pour les premières et 79,4 ans pour les seconds en 2018), mais d'une espérance de vie en bonne santé équivalente (64,5 ans pour les premières et 63,4 ans pour les seconds en 2018). En termes d'espérance de vie en bonne santé, elle s'allonge pour les hommes, tandis que pour les femmes, elle stagne depuis 2004.
Dans le monde occidental, dès l'Antiquité, la santé des femmes et celle des hommes sont pensées différemment, avec le corps masculin comme référence et vu comme en bonne santé et le corps féminin considéré comme un dérivé du corps masculin et ayant plus tendance à être malade. Les diagnostics diffèrent selon que la personne concernée est une femme ou un homme. Aux XVIIe siècle et XVIIIe siècle en Europe, les femmes reçoivent plus souvent que les hommes des diagnostics liant leurs symptômes à des maladies nerveuses. La seconde moitié du XVIIe siècle voit la médecine et l’État s'intéresser davantage aux populations et également à la reproduction : le corps des femmes est alors plus étudié, mais sous cet angle de corps reproducteur, avec une forte focalisation sur l'utérus. Des métiers se créent : sage-femme et médecin-accoucheur. Dans la seconde moitié du XVIIIe siècle, la sexualité commence à être médicalisée et « normalisée », tandis que certains comportements sont moins jugés comme des fautes sur un plan religieux mais davantage comme des déviances liées à des maladies ; les comportements des femmes et des hommes sont toutefois jugés différemment. Les corps et intellects féminins sont toujours considérés par la médecine comme inférieurs à ceux masculins, ce qui contribue à justifier la domination des femmes par les hommes. Durant une longue période, les femmes ont été considérées par le monde médical comme ayant une santé « dysfonctionnelle et physiologiquement pathologique ».
Le monde de la recherche scientifique a également connu des préjugés et des manques : selon le médecin, biochimiste et toxicologue Robert Barouki en 2023, « la recherche sur la santé des femmes a pendant longtemps été altérée par des biais sociaux énormes parce que, précisément, on ne prenait pas en compte les différences biologiques qui existaient entre les hommes et les femmes dans ce domaine de santé-là (...). On a privilégié pendant longtemps les études et les conséquences chez l'homme pendant les études ». En 2016, selon la généticienne française Claudine Junien, la France a plusieurs années de retard sur d'autres pays occidentaux concernant la prise en compte des différences biologiques entre femmes en hommes dans la recherche médicale et dans les traitements. Elle note toutefois qu'il y a une forte attention à la question de la parité en termes de genre en France.

### Quelques éléments concernant la prise en compte du genre en médecine
À la fin des années 1980, et aux États-Unis dans un premier temps, le fait de reconsidérer la recherche et la médecine avec la question du genre devient un élément important. Peu de temps après, en 1995, le département « Genre et santé de la femme » est créé au sein de l'Organisation mondiale de la santé (OMS). Au début des années 2000, plusieurs pays d'Europe créent des structures de recherche sur la « médecine genrée ». En 2013, en France, le groupe de travail « Genre et recherche en santé » est créé au sein de l'Inserm. C'est depuis cette date également que l'Agence nationale de santé publique (devenue ensuite Santé publique France) et la Haute autorité de santé (HAS) luttent contre les inégalités liées au genre et pour l'égalité hommes-femmes dans la recherche scientifique comme pour ce qui concerne les traitements de maladies.

### Impacts des stéréotypes de genre en santé et en médecine
Les stéréotypes de genre ont un impact sur la santé, pour les femmes et pour les hommes, et cela concerne les représentations des genres qu'ont les patients et les médecins. Certains stéréotypes concernant la santé des hommes et des femmes remontent à l'Antiquité, période au cours de laquelle les différences entre les corps féminins et masculins sont aussi soumises à une hiérarchisation et une caractérisation spécifique de chacun : « le corps de la femme est à l’époque vu comme "une dérivation du corps masculin" et (...) la femme est une sorte "d’homme manqué" », selon l'historienne Murielle Salle et la neuroscientifique Catherine Vidal — également co-responsable du groupe « Genre et recherche en santé » du comité d'éthique de l'Inserm. Les théories du médecin de la Grèce antique Hippocrate auront des répercussions en médecine jusqu'au XIXe siècle, avec notamment des diagnostics différents selon le sexe pour des symptômes identiques.
Il existe des inégalités entre hommes et femmes dans le diagnostic de certaines maladies : certaines affections qui sont considérées d'une façon stéréotypée comme touchant plus un sexe ou un genre que l'autre (« maladies d'hommes » ou « maladies de femmes ») sont souvent sous-diagnostiquées dans l'autre sexe ou genre,. Ainsi, les femmes sont souvent moins rapidement prises en charge, moins bien diagnostiquées et moins bien suivies lors d'un infarctus du myocarde,, alors que l'incidence de cette maladie dans la population féminine à fortement augmenté entre 2008 et 2013 (augmentation de 20 %), d'après Santé publique France. Pour cette affection, les symptômes les plus courants peuvent différer chez les femmes et les hommes et ceux plus souvent rencontrés chez les femmes sont souvent moins connus et reconnus que ceux qui sont les plus fréquents chez les hommes,. En 2015, en Europe, les décès dus à des causes cardio-vasculaires touchent des femmes à 51 % (et donc 49 % d'entre eux concernent des hommes). C'est également le cas pour la broncho-pneumopathie chronique obstructive (BPCO), pour laquelle le taux de femmes touchées a rattrapé celui des hommes au début du XXIe siècle, mais pour lequel elles ont moins tendance à recevoir le bon diagnostic rapidement. En ce qui concerne les troubles du spectre de l'autisme, de nombreux diagnostics sont tardifs chez les femmes ; les femmes concernées par ces troubles ont en moyenne une espérance de vie de 10 à 15 ans moindre que celles dites neurotypiques en France, dans les années 2010. Les accidents vasculaires cérébraux (AVC), qui touchent davantage les femmes que les hommes dans le monde et sont la première cause de mortalité chez les femmes ou leur laissent souvent davantage de séquelles qu'aux hommes, restent moins étudiés chez les femmes que chez les hommes en 2017. Un exemple de sous-diagnostic concernant les hommes est celui de l'ostéoporose, qui est souvent considérée comme une maladie « féminine » et donc rarement suspectée chez eux, bien qu'elle soit liée à un tiers des fractures de la hanche chez les hommes et qu'elle implique davantage de risques pour les hommes que pour les femmes qu'il y ait une autre fracture ensuite. Cela a même eu un impact sur la recherche sur l'ostéoporose pendant des décennies en Occident.
En ce qui concerne la douleur, il y a au cours des derniers siècles et encore au début du XXIe siècle une différence de prise en compte et de prise en charge en fonction du sexe du patient : toute douleur est vue comme non naturelle et à prendre en charge chez l'homme, tandis que chez la femme, notamment pour les douleurs (ou autres troubles) liées aux règles et à l'enfantement, elle est vue comme naturelle (et légitimée par la Bible dans la culture chrétienne) et donc n'est pas étudiée ni prise en charge pendant longtemps, comme l'explique l'historienne Nahema Hanafi. Ceci change peu à peu pour l'accouchement à partir du XIXe siècle, avec des premiers essais de réduction de la douleur par des procédés chimiques, puis la technique de l'accouchement sans douleur (ASD) qui entre en France en 1952 (à la maternité des Bluets, à Paris) — mais cette technique n'a pas les mêmes résultats pour toutes les femmes —, et, à partir des années 1980, la péridurale s'installe dans les salles d'accouchement,. En ce qui concerne les causes de douleurs lors des règles, des maladies telles que l'endométriose (qui atteint 10 % des femmes) ne sont considérées par la plupart des médecins que depuis la fin des années 2010,. En France, l'endométriose est reconnue comme une pathologie en 1990 ; le premier plan national d'information à ce sujet paraît en 2019, et cette pathologie est considérée comme une maladie chronique de longue durée à partir de 2022.
Selon la gynécologue, andrologue et sexologue Brigitte Letombe et la médecin Marilucy Lopez Sublet, un autre aspect de la santé des femmes concerne le fait que souvent elles consultent tardivement lors d'un problème de santé, après avoir fait passer en priorité les soins pour leurs proches et ayant aussi potentiellement minimisé leurs symptômes.

### Impacts de la sous-représentation des femmes pour certaines recherches et essais cliniques
En ce qui concerne la recherche sur certaines maladies ou les essais cliniques concernant certains traitements, différents facteurs ont pu enclencher le fait d'écarter les femmes de ceux-ci : par exemple, parce qu'une partie des chercheurs trouvait plus facile d'étudier le corps masculin, en raison de fluctuations des taux d'hormones liées aux cycles hormonaux, ou parce que les femmes sont susceptibles de tomber enceinte pendant une période d'essais cliniques, ce qui peut avoir des effets néfastes sur les fœtus (comme les effets du Distilbène aux États-Unis, dans les années 1950-1960, utilisé en tant que médicament dans différents cas). Ceci a abouti à un manque d'études scientifiques à propos de divers aspects de la santé des femmes ou des différences entre hommes et femmes dans certains cas. C'est ainsi le cas de la connaissance et de la prise en charge des maladies cardiovasculaires chez les femmes, qui sont leur première cause de mortalité et sont aussi plus souvent létales que pour les hommes lorsqu'elles se déclenchent,. D'autres maladies et enjeux de santé publique connaissent aussi des lacunes dans la prise en compte des femmes : par exemple en ce qui concerne le VIH (ainsi que le syndrome d'immunodéficience acquise, SIDA) et certains cancers. De plus, faute d'essais cliniques prenant en compte les femmes et les différences possibles entre hommes et femmes, la prise de médicaments entraîne jusqu'à deux fois plus d'effets secondaires pour les femmes, ce qui a un « coût humain et financier exorbitant », selon l'Académie de médecine française en 2016,. Par ailleurs, il y a des différences d'efficacité selon le sexe biologique pour certains traitements,.

### L'intérêt longtemps exclusif pour la santé procréatrice des femmes
Durant plusieurs siècles en Occident, le corps médical s'est centré en matière de santé féminine très fortement sur l'étude et les soins liés à la procréation ou l'absence de procréation, mais nettement moins sur la santé des femmes sous d'autres aspects,.

### Présence des personnes de tous genres dans la définition des politiques publiques de santé
Selon la sociologue Monique Membrado, en 2006, « les femmes sont exclues de la construction des grands problèmes de santé publique comme le VIH, l’alcoolisme, les toxicomanies ou les maladies cardio-vasculaires, voire les cancers, puisqu’elles auraient leurs « cancers spécifiques ». Elles sont particulièrement absentes de la santé au travail… ».

### Accès aux soins de santé
En 2021, la Délégation aux droits des femmes au Sénat indique dans son rapport Femmes et ruralités : pour en finir avec les zones blanches de l'égalité que la santé des femmes n'est « pas considérée comme une priorité dans les territoires ruraux où la désertification médicale touche tout particulièrement les gynécologues ». Ceci entraîne un renoncement aux soins médicaux et au suivi gynécologique pour certaines femmes, ainsi qu'un moins bon dépistage des cancers dits « féminins » (seins, ovaires…). Si, au début des années 2020, la France manque globalement de gynécologues médicaux, qui s'occupent en particulier de certains aspects de la santé des femmes (prise en compte globale entre adolescence et ménopause, et suivi des problèmes gynécologiques) et se différencient des gynécologues obstétriciens (spécialisés dans la chirurgie et les accouchements), une partie de ses départements n'en comporte aucun. La gynécologie médicale en tant que discipline ayant ses propres spécialistes est une particularité française, d'autres pays européens n'ont pas ce type d'organisation ; la France, souhaitant s'inspirer de ses voisins, a cessé de former des gynécologues médicaux entre 1984 et 2003.

## Retraite
Les femmes perçoivent une pension de retraite en moyenne inférieure de 41,7 % à celles des hommes (pension de droit direct), différence ramenée en moyenne à 29 % d'écart en raison de la majoration liée au fait d'avoir eu des enfants et de toucher une pension de réversion.
Les indemnités journalières de congé de maternité perçues jusqu'en 2012 ne sont pas prises en compte pour le calcul du revenu annuel moyen servant de base au calcul de la retraite.

## Inégalités de capital
Entre 1998 et 2015, la différence de capital entre hommes et femmes en France est passée de 9 % à 16 %. Les inégalités de patrimoine s'expliquent notamment par le fait que lors des transmissions d'héritages, les femmes bénéficient davantage de compensations financières que de biens structurants (tels que des biens immobiliers ou des entreprises, qui sont susceptibles de prendre de la valeur au fil du temps). Parmi les autres raisons figurent le fait que les femmes s'appauvrissent plus que les hommes lors d'une séparation (30 % contre 3 % en moyenne). Cela tient au fait que la transformation en capital des pensions compensatoires versées sous forme de rente jusqu'au début des années 2000 a vu une forte diminution des sommes actualisées versées, qui sont passées d'une moyenne de 93 000 € à 25 000 €. D'autre part, les pensions alimentaires pour les enfants sont plus calculées en tenant compte des moyens de ceux qui la versent que des besoins de ceux qui la reçoivent. Comme ce sont majoritairement les femmes qui reçoivent ces pensions, il leur appartient de chercher par d'autres moyens, souvent par l'aide sociale, comment compléter les revenus nécessaires. Ces faits se conjuguent pour rendre difficile la conservation de la propriété du logement, si le couple était dans ce cas de figure. Et en cas de violences conjugales dans les couples hétérosexuels propriétaires, les femmes qui quittent le logement conjugal sacrifient souvent les négociations sur le montant de leur part au profit d'une résolution rapide de la séparation.

## Représentation dans les institutions

### Généralités
Les femmes ont accès à toutes les fonctions dans les mêmes conditions que les hommes. Pourtant, en 2012, la France compte 22 % de sénatrices et 27 % de députées, alors que les femmes représentent 53 % de l'électorat, malgré la loi du 6 juin 2000 sur la parité qui vise à favoriser l'égal accès des femmes et des hommes aux mandats électoraux et fonctions électives.

### Le cas de la magistrature
Il convient de mentionner l'évolution notable de la parité au sein de la magistrature. En 2010, les femmes représentaient 57 % des magistrats — toutes fonctions confondues. En 2014, près de 73 % des candidats réussissant à intégrer l'École Nationale de la Magistrature (ENM) étaient des femmes. Le record de 2012 (81,04 %) n'a donc pas été battu.
Le tribunal des affaires familiales comporte plus de 98 % de femmes alors que les jugements concernent autant de femmes que d'hommes.

### Mandats politiques
Le 6 juin 2000 est adoptée la loi tendant à favoriser l'égal accès des femmes et des hommes aux mandats électoraux et fonctions électives, qui impose une parité stricte pour les listes déposées aux élections municipales, régionales, sénatoriales et européennes, et prévoit des amendes aux partis en cas de proportion inégale aux élections législatives.
En 2012, la répartition par genre des députés à l'Assemblée nationale française était à 73,3 % masculine à 26,9 % féminine. En 2014, le Parlement européen compte 63,6 % de représentants hommes et 36,4 % de représentantes femmes. En 2017, 223 femmes sont élues, représentant 38,65 % de l'assemblée.
Dans le monde, aucun parlement ne comprend une majorité de femmes, à l'exception de la chambre basse du Rwanda et de celle de la Bolivie ; encore les proportions sont-elles inversées dans les chambres hautes de ces deux pays,.

## Sport
Selon une enquête de l'Insee, en 2017, sur les pratiques physiques ou sportives des femmes et des hommes, des inégalités de genre persistent. Par exemple, les femmes sont sous-représentées dans les sports de raquette et dans les sports collectifs. Dans les retransmissions sportives télévisuelles, les sports féminins occupent moins de 20 % du volume horaire,.
On trouve peu de femmes dans les instances dirigeantes des fédérations sportives malgré la loi de 2014 pour l'égalité réelle des hommes et des femmes : seulement une présidente d'une Fédération Olympique et onze présidentes de fédérations non olympiques en 2019,.

## Prison
Au 31 mars 2022, seulement 3,59 % des détenus incarcérés sont des femmes.[réf. nécessaire]

## Suicide
L'Observatoire national du suicide évalue depuis 2013 la situation en France. Les variables sociologiques qui influent sur chaque étape menant au suicide sont nombreuses, et la taille des populations concernées varie en même temps que les proportions femmes-hommes au sein de chaque population :
- le nombre d'hospitalisations à la suite d'une tentative de suicide est plus important chez les femmes que chez les hommes (29 956 hommes et 47 110 femmes soit 61 % femmes en 2016[49], 31 346 hommes et 47 826 femmes soit 60,4 % femmes en 2020[50]) ;
- le nombre de pensées suicidaires est plus important chez les femmes que chez les hommes (5,4 % femmes pour 4 % hommes en 2016[49], 4,7 % femmes pour 3,6 % hommes en 2020[50]) ;
- le nombre de décès dû au suicide est plus important chez les hommes que chez les femmes (6 450 hommes et 1 985 femmes soit 76 % hommes en 2016[49], 8 415 hommes et 2 790 femmes soit 75 % hommes en 2020[50]).

## Historique

### Chronologie de l'évolution générale des droits des femmes en France (depuis 1791)

#### Période révolutionnaire (Révolution française et années suivantes)
- 14 décembre 1789 : Loi donnant compétence à la municipalité en matière de politique de voirie, dont gestion de « la prostitution » (confirmée par un décret sur l'organisation judiciaire en août 1790)[51].
- 1790 :
  - Mars : Décret concernant les successions féodales avec suppression du droit d'aînesse et affirmation du principe d'égalité femmes-hommes dans la succession[51].
  - Mai-juin : Décret créant une organisation d'ateliers de secours pour les mendiants, différencié selon le sexe, l'âge et l'état de santé (femmes et enfants vont en filature plutôt que dans les ateliers agricoles)[51].
  - Août : Obligation de l'audition du ministère public si une femme mariée (ou un pupille, un mineur ou un interdit, filles comme garçons) est mise en cause dans une procédure judiciaire[51].

- 1791 :

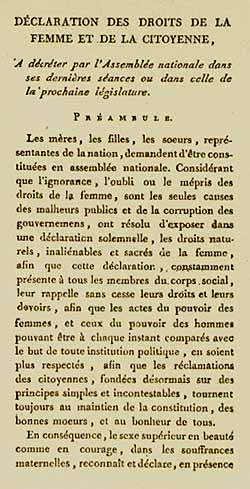
Préambule de la Déclaration des droits de la femme et de la citoyenne, 1791.

  - Avril : Décret supprimant les distinctions en matière de sexe lors des successions ab intestat[51].
  - 8-10 juillet : Décret avec mesures réprimant la prostitution[51].
  - 19-22 juillet : Décret relatif à l'organisation d'une police municipale et correctionnelle : principe de séparation des sexes en maison de correction et en matière de tâches données ; mesures à l'encontre des personnes (des deux sexes) considérées comme ayant attenté aux mœurs[51].
  - 26 août 1791 : Publication de la Déclaration des droits de la femme et de la citoyenne par Olympe de Gouges, dans le contexte de la Révolution française, qui rend une majorité d'hommes citoyens et modifie leur condition, mais n'ouvre pas les mêmes droits aux femmes[52].
  - 3 septembre : Constitution française du 3 septembre 1791 : lois de dévolution de la Couronne, qui entérinent des exclusions précédentes et excluent les femmes des possibilités de régence[51] ; laïcisation du mariage, qui devient juridiquement un contrat civil ; implicitement, la Constitution considère que la femme n'est pas une citoyenne et n'en parle pas[51].
  - Septembre-octobre : Décret affirmant un traitement spécifique pour les femmes condamnées aux fers[51].
  - 28 septembre : Les délits des épouses relèvent civilement de la responsabilité des maris[51].
- 1792 :
  - 8 avril : Décret mettant en place des protections pour les épouses des émigrés politiques, mais pas pour les maris d'émigrées politiques[51].
  - 31 août : Décret aménageant les peines prévues pour les femmes enceintes condamnées au carcan[51].
  - 20 septembre 1792 : Loi concernant les modes de constatation de l'état civil d'un citoyen et loi instaurant le divorce avec une presque égalité entre les époux[51]. Âge légal du mariage à minimum 13 ans pour les filles, 15 ans pour les garçons[51].
- 1793 :
  - 30 avril : Décret congédiant des armées les femmes « inutiles » (terme désignant dans cette situation celles qui se prostituent)[51].
  - 10-11 juin : Décret sur le mode de partage des biens communaux : il se fait lors d'une assemblée d'habitants, à laquelle peuvent participer  et voter femmes et hommes âgés de plus de 21 ans[51].
  - 24 juin 1793 : Constitution de l'An I. Les femmes n'ont pas de droits citoyens[51].
  - 28 juin : Décret-loi relatif à l’organisation des secours à accorder annuellement aux enfants, aux vieillards et aux indigents : obligation pour chaque district d'avoir une maison permettant à une fille enceinte de se loger en secret afin d'y accoucher (obligation de confidentialité et prise en charge financière des soins sont de mise) — les enfants nés ainsi deviennent pupilles de la Nation — ; soins gratuits pour l'accouchement des femmes indigentes, et obligation d'allaitement (hormis situation médicale particulière) par la mère pour les familles indigentes, avec aides financières[51].
  - 24 août : Les rentes et intérêts des femmes mariées sont toujours les leurs, mais les montants des rentes et intérêts sont donnés directement aux maris[51].
  - 30 octobre : Décret interdisant les clubs politiques et sociétés populaires de femmes[51].
  - 19 décembre : Décret spécifiant que l'instruction primaire obligatoire des filles et garçons entre 6 et 8 ans est organisée par l’État[51].
- 1794 :
  - 4 février : Abolition de l'esclavage dans les colonies françaises — dans certaines, notamment celles obtenues quelques années plus tard, elle ne sera pas appliquée ; l'esclavage sera rétabli dans la plupart des colonies françaises à partir de 1802, sauf à Saint-Domingue qui devient indépendante en 1804.
  - 12 mars 1794 : possibilité d'annuler les vœux religieux émis avant les âges de 18 ans pour les filles ou 21 ans pour les garçons[51].
- 1795 :
  - 12 avril : « Décret portant qu’aucune femme prévenue de crime emportant peine de mort, ne peut être mise en jugement qu’il n’ait été vérifié qu’elle n’est pas enceinte » ; avec des précisions quant aux vérifications, sursis provisoires ou aménagements de peine[51].
  - 23 mai : « Décret excluant les femmes des assemblées politiques », elles n'ont pas non plus le droit de se regrouper en un nombre supérieur à cinq[51].
  - 25 octobre : La prime pour certains ouvriers appartenant à des catégories particulières réquisitionnés dans les ports maritimes en temps de guerre est directement versée aux épouses[51].
- 1798 :
  - 4 avril : Loi relative à la contrainte par corps, avec des dispositions particulières pour les femmes[51].
  - 23 décembre : Les dispositions fiscales diffèrent selon le sexe de la personne en cas de célibat[51].
- 13 décembre 1799 : Constitution du 22 frimaire an VIII (instaurant le Consulat) : seuls les hommes âgés de plus de 21 ans, nés et résidant en France, et inscrits dans le registre civique de leur arrondissement communal peuvent être citoyens ; de fait, les femmes ne peuvent pas être citoyennes[51].
- 1800 :
  - 26 juillet : Arrêté réglementant le nombre de femmes suivant l'armée[51].
  - 17 novembre, à Paris : Ordonnance du préfet de police de la ville interdisant aux femmes de porter des habits d'homme, dont le pantalon (la préfecture peut cependant leur donner des autorisations)[51].
- 17 novembre 1801 : Décret-arrêté permettant à certains militaires de déléguer, lorsqu'ils sont absents, un quart de leur salaire directement à leurs épouses ou leurs enfants[51].
- 1802 :
  - Rétablissement de l'esclavage par Napoléon Bonaparte.
  - 1er mai : Loi sur l'instruction publique, organisant l'instruction publique en général ; les dispositions concernant les écoles primaire et secondaire ne concernent que les garçons, et les instituteurs engagés sont uniquement masculins ; les lycées sont créés, mais aucune femme ne peut pénétrer leur enceinte[51].
  - 3 mai : Décret spécifiant notamment les niveaux de taxation des domestiques selon leur sexe et leur nombre auprès de la personne les employant[51].
- 10 mars 1803 : Loi relative à l’exercice de la médecine : cette loi codifie la profession de sage-femme et il y a une amende pour les femmes qui l'exercent illicitement[51].

- 1804 :

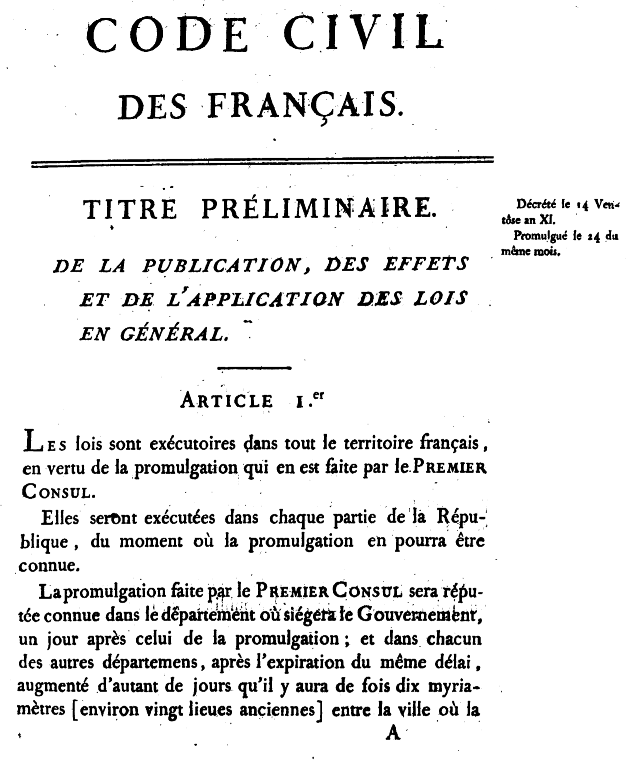
Code Civil des Français, 1804, première page de l'édition originale.

  - 21 mars 1804 : Adoption du Code civil[51], aussi nommé « Code napoléonien » : la femme « doit obéissance à son mari », son infériorité légale par rapport à l'homme est institutionnalisée[52].
  - 18 mai 1804 : Constitution impériale[51] (Sénatus-consulte organique du 28 floréal an XII) instaurant le Premier Empire. Les lois de dévolution de la couronne dans l'Empire sont identiques à celles existantes auparavant pendant la monarchie[51].

#### Premier Empire
- 15 septembre 1807 : Si le mari fait faillite, les biens personnels de l'épouse sont aussi concernés[51].
- 17 mars 1808 : Décret portant organisation de l'université : interdiction pour toute femme d'entrer dans l'enceinte d'un collège ou d'un lycée[51].
- 29 mars 1809 : Décret portant organisation des maisons impériales Napoléon d’Écouen et de Saint-Denis : celles-ci s'occupent des orphelines de pères morts au champ de bataille et leur prodiguent une éducation de « future mère de famille »[51].
- 1810 : Code pénal de 1810 : différentes mesures concernent spécifiquement les femmes ou distinguent les peines selon le sexe de la personne condamnée[51].
- 19 janvier 1811 : Décret concernant les enfants trouvés ou abandonnés et les orphelins pauvres : leur éducation est notamment différente selon leur sexe[51].
- 15 octobre 1812 : Décret sur la surveillance, l’organisation, l’administration, la comptabilité, la police et discipline du Théâtre-Français : celui-ci est ouvert au même nombre d'élèves de chaque sexe[51].
- 5 février 1813 : Sénatus-consulte organique concernant la régence de l’Empire, et le sacre et couronnement de l’impératrice et du prince impérial roi de Rome : s'il y a régence, celle-ci est d'abord confiée à l'impératrice — qui, de plus, est interdite de remariage[51].
- 29 mars 1815 : Décret impérial abolissant la traite des Noirs (mais pas l'esclavage).

#### Restauration
- 8 mai 1816 : Loi sur l'abolition du divorce[51].
- 1820 :
  - 3 avril : Ordonnance déclarant applicables aux écoles de filles les dispositions de l’ordonnance du 29 février 1816 et confiant aux préfets la surveillance de ces écoles : organisation cantonale des écoles de filles, dans l'instruction primaire[51].
  - 29 octobre : S'il y a déplacement de prisonniers, en cas de réquisition des locaux de gendarmerie et s'il y a présence de détenus des deux sexes, l'autorité publique locale doit loger les femmes détenues[51].
- 31 octobre 1821 : Ordonnance du roi contenant règlement relatif aux maisons d'éducation de filles de degrés supérieurs, lors de la création de celles-ci[51].
- 1824 :
  - 10 mai : Circulaire du garde des sceaux spécifiant que, pour le mariage, les dispenses d'âge ne peuvent concerner que les filles âgées de plus de 14 ans — sauf en cas de grossesse — et les garçons de plus de 17 ans[51].
  - 20 août : Lors du licenciement ou de la maladie d'un fonctionnaire de l'imprimerie royale, la pension de réforme est définie, son montant étant moindre pour une femme que pour un homme[51]. La veuve d'un fonctionnaire de cette imprimerie peut avoir droit, dans certains cas, à une pension de réversion[51].
  - 8 décembre : Interdiction faite aux femmes de diriger une troupe théâtrale[51].
- 1825 : Une pension de réversion est accordée aux veuves des fonctionnaires du département des finances[51].
- 15 avril 1829 : En cas de délit de pêche d'une épouse, son mari est civilement responsable[51].
- 1830 : Charte constitutionnelle du 7 août 1830 ; le document réitère les dispositions concernant les règles de dévolution de la Couronne excluant les femmes[51].

#### Monarchie de juillet
- 1831 :
  - 26 mars : Les habitants résidant sur le territoire français, quelle que soit leur nationalité, sont soumis à la taxe personnelle s'ils jouissent de leur droit : en ce qui concerne les femmes, sont donc concernées celles célibataires ayant une profession ou un revenu personnel et vivant hors de chez leurs parents, les femmes séparées de leur époux et les veuves[51].
  - 19 avril : Pour qu'un homme puisse être électeur, sont pris en compte pour le calcul des contributions ses biens propres ainsi que ceux de son épouse ; si une femme est séparée de corps de son époux, divorcée ou veuve, ses contributions sont associées à la masse des biens, selon son choix, d'un homme de sa parenté proche — à l'exclusion de ses enfants naturels[51].
- 1832 :
  - 14 avril : Ordonnance relative à l'avancement de l'armée : le nombre de vivandières et blanchisseuses lié à un corps d'armée est réglementé ; de plus, elles doivent être mariées à un militaire actif dans le corps concerné, les mariages possibles ou la conservation des veuves étant soumis au nombre réglementaire — ne sont toutefois pas comptées les épouses de maîtres ouvriers de l'état-major[51].
  - 21 avril : pour la détermination de la taxe des débits de boissons d'une commune, des fondés de pouvoir représenteront les femmes[51].
  - 28 avril : Loi concernant des modifications au code d’instruction criminelle et au code pénal : cette loi comporte notamment des dispositions concernant l'attentat à la pudeur, le viol et l'avortement[51].
- 20 juin 1833 : Loi sur l'instruction primaire (des garçons)[51].
- 23 juin 1836 : Ordonnance relative aux écoles primaires de filles ; les femmes peuvent accéder à la profession d'institutrice[51].
- 22 décembre 1837 : Ordonnance concernant les salles d'asile (aussi désignées comme écoles du premier âge — avant 6 ans), qui crée celles-ci ; les salles d'asile sont mixtes en termes de sexe des enfants accueillis ; un homme peut diriger l'une de ces institutions, mais une femme doit toujours être préposée dans celle-ci ; une commission de « dames inspectrices », qui sont mères de famille, engagées par le préfet nomme les personnels de direction, et visite et contrôle les salles d'asile[51].
- 28 mai 1838 : Loi des faillites et banqueroutes ; il existe des protections pour les biens propres des femmes, mais les biens qu'acquiert une épouse sont considérés comme étant ceux de son époux[51].
- 1839 : Ordonnance portant règlement sur les établissements publics et privés consacrés aux aliénés : séparation des deux sexes en ce qui concerne les personnes aliénées, et le personnel qui s'en occupe doit être de même sexe[51].
- 1842 :
  - 30 août : à nouveau, l'éventuelle régence est interdite aux femmes[51].
  - 30 août : Ordonnances créant des écoles normales d'institutrices dans différentes villes[51].
- 18 juillet 1845 : Loi concernant le régime des Esclaves aux Colonies (Lois Mackau) : la liberté d'une épouse peut être rachetée par l'époux, mais la réciproque n'est pas dans le texte[51].
- 4 juin 1846 : Ordonnance concernant le régime disciplinaire des Esclaves : interdiction des châtiments corporels à l'encontre des femmes esclaves[51].

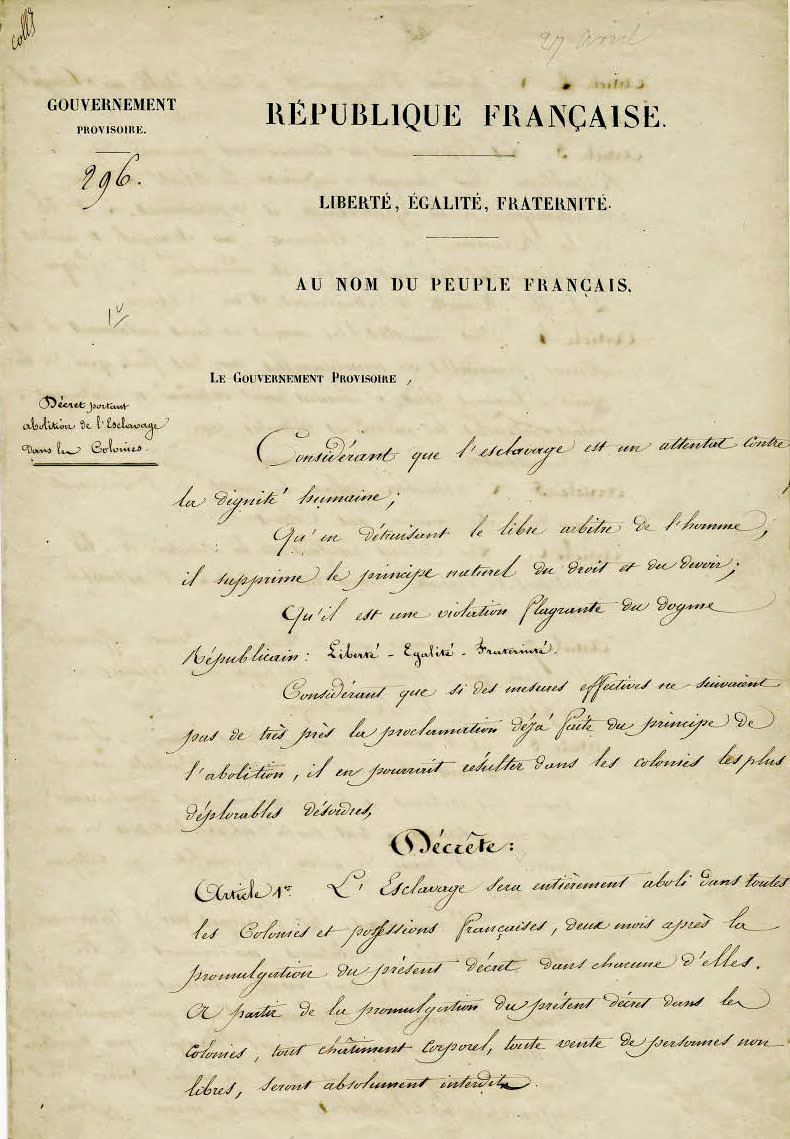
Décret du gouvernement provisoire sur l'abolition définitive de l'esclavage dans les colonies datant du 27 avril 1848. Archives nationales BB-30-1125-A-296.

- 27 avril 1848 : abolition définitive de l'esclavage avec le décret d'abolition de l'esclavage du 27 avril 1848.

#### Seconde République
- 1848 : Constitution française du 4 novembre 1848 : suffrage universel direct et indirect pour les hommes uniquement et sous condition de jouissance des droits civils et politiques, ainsi que d'âge (21 ans pour être électeur, 25 ans pour être éligible)[51].
- 15 mars 1850 : Loi sur l'Enseignement ; des mesures concernent les écoles de filles — qui deviennent obligatoires pour les communes ayant plus de 800 habitants — ; les programmes scolaires ont des points communs et des différences selon le sexe des élèves ; la règle est la non-mixité en termes de sexe des élèves et chaque groupe a un enseignant de son sexe — sauf, sur dérogation du préfet, pour une commune de moins de 800 habitants ; les enfants de familles indigentes reçoivent une instruction de façon gratuite[51].

#### Second Empire
- 10 avril 1867 : Loi sur l'Enseignement primaire : obligation d'avoir une école publique de filles pour chaque commune de plus de 500 habitants — à moins d'une autorisation spécifique du Conseil départemental ; les écoles qui sont mixtes selon une dérogation doivent être tenues par un instituteur masculin, bien qu'une femme y dirige les travaux d'aiguille adressés aux filles ; une commune peut rendre ses écoles gratuites ; sont prévues des amendes, voire de la prison pour tout enseignant ayant un élève autre que le sien, sauf pour les cas de dérogation ; histoire et géographie deviennent des disciplines obligatoires[51].

#### Troisième République
- Durant la IIIe République (1870-1940) : Avancées civiles notoires pour les femmes, avec notamment le droit et l'accès à l'instruction, et le constat de leur nécessité en tant que main-d’œuvre dans l'économie, à la suite de la Première Guerre mondiale[52].
  - 19 mai 1874 : Loi sur le travail des enfants et des filles mineures employés dans l'industrie : le travail dans les mines est interdit aux enfants de moins de 12 ans et aux femmes ; certaines industries peuvent employer des enfants âgés entre 10 et 12 ans, avec un maximum journalier de 6 heures ; hors de ce cas, dans l'ensemble des usines, manufactures et chantiers, l'âge minimal d’employabilité des enfants est de 12 ans — hormis si l'enfant possède un certificat d'études primaires — et la journée de travail dure maximum six heures, avec des repos ; si l'enfant a un certificat d'études primaires ou qu'il est âgé d'au moins 15 ans, il peut travailler au maximum 12 heures par jour, avec des repos ; le travail de nuit est interdit pour l'ensemble des enfants de moins de 16 ans et pour les jeunes filles jusqu'à 21 ans dans les manufactures et usines[51].
  - 1875 : 
    - 12 juillet : Loi relative à la liberté de l'enseignement supérieur (des garçons)[51].
    - 24 juillet : Les « femmes de mauvaise vie » sont éloignées de la gendarmerie[51].

  - 1879 :
    - 9 août : Loi relative à l'établissement des Écoles normales primaires : obligation pour chaque département de se doter d'une de ces écoles, avec une version préparant les instituteurs et une autre préparant les institutrices — destinés aux écoles communales[51].
    - 5 décembre : Décret organisant l’Inspection générale des Services administratifs du Ministère de l’Intérieur ; parmi les dispositions prévues, est créé notamment un poste d'inspectrice générale — ses revenus sont moindres que ceux de ses collègues inspecteurs généraux masculins — ; cette inspectrice générale s'occupe en particulier des inspections de maisons pénitentiaires de jeunes filles et d'établissements féminins[51].

  - 1880 :
    - 27 janvier : Loi du 27 janvier 1880 rendant l’Enseignement de la Gymnastique obligatoire dans tous les Établissements d’instruction publique de garçons dépendant de L’État, des Départements et de Communes (uniquement pour les garçons)[51].
    - 21 décembre : Loi sur l'Enseignement secondaire des jeunes filles, qui leur ouvre les portes de cet enseignement, avec des dispositions spécifiques et un diplôme de fin d'études différent du baccalauréat (auquel peuvent accéder les garçons)[51].

  - 1881 :
    - 9 avril : Loi créant une Caisse d'épargne postale : quel que soit son régime matrimonial, une épouse n'a pas besoin de son mari pour pouvoir ouvrir un livret de Caisse d'épargne postale, ni pour en retirer de l'argent — à moins que l'époux ne s'y oppose expressément[51].
    - 16 juin : Loi établissant la gratuité absolue de l’Enseignement primaire dans les Écoles publiques : ces dernières comprennent aussi les écoles de filles des communes de plus de 400 habitants[51].
    - 2 août : Décret qui organise les écoles maternelles — mixtes, elles reçoivent les enfants entre 2 et 7 ans — ; les directrices et travailleuses y sont uniquement des femmes ; des inspectrices générales et départementales sont dévolues à leur surveillance[51].

  - 28 mars 1882 : Loi sur l'Enseignement primaire obligatoire, qui concerne les enfants des deux sexes entre 6 et 13 ans ; les programmes scolaires comportent une différence entre filles et garçons uniquement en ce qui concerne les travaux à l'aiguille pour les unes et les exercices militaires pour les autres[51].
  - 27 juillet 1884 : Loi rétablissant le divorce[51].
  - 1885 :
    - 27 mai : Loi sur les récidivistes ; vivre ou faciliter la prostitution d'autrui est incriminé[51].
    - 11 novembre : Décret portant règlement du service et du régime des prisons de courtes peines affectées à l’emprisonnement en commun (Maisons d’arrêt, de justice et de correction) : séparation constante des détenus des deux sexes ; les détenues doivent n'être encadrées que par des femmes ; le gardien-chef est le seul gardien homme à pouvoir entrer dans une prison de femmes ; si, dans les grandes prisons, l'emploi de surveillante spéciale est créé, dans les plus petites. C'est l'épouse du gardien-chef ou d'un autre gardien qui surveille et encadre les détenues[51].

  - 30 octobre 1886 : Loi sur l'organisation de l'Enseignement primaire : les écoles de garçons ont des instituteurs masculins, tandis que celles de filles, les écoles maternelles, les écoles enfantines et certaines écoles mixtes ont des institutrices[51]. Les femmes de la famille du directeur d'une école de garçon peuvent y être adjointes[51]. Toute commune ayant plus de 500 habitants est tenues d'avoir une école spéciale pour filles, à moins que la mixité ne soit autorisée par le Conseil départemental[51].
  - 26 juin 1889 : Loi sur la nationalité.
  - 15 juin 1891 : Un décret permet à des « dames inspectrices » d'inspecter les établissements pénitentiaires pour femmes et filles[51].
  - 1892 :
    - 2 novembre : Loi sur le Travail des Enfants, des Filles mineures et des Femmes dans les Établissements industriels[51].
    - 30 novembre : Loi sur l'exercice de la médecine : en ce qui concerne les sages-femmes, elles ont interdiction de prescrire des médicaments, elles peuvent effectuer des vaccins antivarioliques et, au cours d'un accouchement, il leur est interdit d'utiliser des instruments et elles doivent appeler un docteur en médecine ou un officier de santé s'il y a des difficultés[51].

  - 1893 :
    - 6 février : Loi portant modification au régime de la séparation de corps[51].
    - 15 juillet : Loi sur l'Assistance médicale et gratuite, qui concerne les personnes sans ressources : pour un accouchement, les femmes y sont assimilées aux malades[51].
    - 19 août : Une loi concernant des mesures anti-incendies dans certaines régions de France, le mari est civilement responsable des délits et contraventions concernant l'épouse[51].

  - 20 juillet 1895 : Loi sur les Caisses d'épargne[51].
  - 7 décembre 1897 : Loi accordant aux femmes le droit d’être témoins dans les actes de l’état civil et les actes instrumentaires en général[51].
  - 1898 :
    - 23 janvier : Loi ayant pour objet de conférer l’électorat aux femmes pour l’élection aux Tribunaux des commerces[51].
    - 1er avril : Loi relative aux Sociétés de secours mutuels : celles-ci peuvent notamment être créées par des femmes et pour cela, si la femme est mariée, elle n'a pas besoin de l'assistance de son époux[51].

  - 1900 :
    - 30 mars : Loi portant modification de la loi du 2 novembre 1892 sur le Travail des enfants, des filles mineures et des femmes dans les Établissements industriels : la durée maximale de travail journalier des jeunes de moins de 18 ans et des femmes est réduite à 10 heures[51].
    - 1er décembre : Loi ouvrant la possibilité aux femmes ayant un diplôme de licence de prêter le serment d'avocate et de faire ce métier[51].
    - 29 décembre : Loi fixant les conditions de travail des femmes employées dans les magasins, boutiques et autres locaux en dépendant[51].

  - 31 mars 1902 : Décret portant création, en Algérie, de Chambres d’agriculture : lors des élections des chambres d'agriculture en Algérie, les femmes françaises jouissant de leurs droits civils (c'est-à-dire célibataires, divorcées ou séparées de corps, ou veuves) deviennent électrices (mais restent non éligibles)[51].
  - 1903 :
    - 14 mars : Un décret fait que les Chambres de commerce et les chambres consultatives des arts et manufactures comportent parmi les électeurs et éligibles les femmes[51].
    - 3 avril : Loi modifiant les articles 334 et 335 du Code pénal et 5 et 7 du Code d’instruction criminelle ; y sont notamment modifiés des éléments concernant le proxénétisme, la corruption de mineurs, l'incitation à la débauche, la corruption de la jeunesse et la traite internationale[51].

  - 15 décembre 1904 : Suppression de l'interdiction du mariage avec le « complice de l'adultère »[51].
  - 7 février 1905 : Décret d'application portant promulgation de l’Arrangement international ayant pour but d’assurer une protection efficace contre le trafic criminel connu sous le nom de « traite des blanches » (accord international datant de mai 1904)[51],[53].
  - 1907 :
    - 27 mars : Loi relative aux Conseils de prud’hommes ; les femmes y ont le droit de vote, mais pas celui d'être élues[51].
    - 13 juillet : Lois relatives au lire[Quoi ?] salaire de la femme mariée et à la contribution des époux aux charges du ménage[51].
    - 19 juillet : Loi concernant la suppression de l’envoi dans les colonies pénitentiaires des femmes récidivistes[51].

  - 1908 :
    - 11 avril : Loi concernant la prostitution des mineurs (de moins de 18 ans)[51].
    - 6 juin : Loi ouvrant la possibilité de l'automatisation de la conversion en divorce de la séparation de corps au bout de trois ans[51].
    - 15 novembre : Les femmes deviennent éligibles aux Conseils de prud'hommes[51].

  - 27 septembre 1909 : Loi garantissant leur travail ou leur emploi aux femmes en couches — le contrat de travail peut être suspendu durant 8 semaines d'affilée[51].
  - 15 mars 1910 : Loi accordant un congé spécial de deux mois, avec traitement entier, aux institutrices en couches — cela correspond à un congé de maternité[51].
  - 13 juillet 1911 : Le congé maternité de deux mois des institutrices est étendu aux femmes employées par l'administration des postes, télégraphes et téléphones (PTT)[51].
  - 1912 :
    - 23 août : Décret portant promulgation de la Convention internationale relative à la répression de la Traite des blanches (signée le 4 mai 1910)[51].
    - 16 novembre : Loi modifiant l’article 340 du Code civil (Reconnaissance judiciaire de la paternité naturelle)[51].
    - 23 décembre : Le Conseil d'administration des offices publics d'habitations à bon marché (HBM) est ouvert aux femmes[51].

  - 17 juin 1913 : Loi sur le repos des femmes en couches[51].
  - 5 août 1914 : Loi tendant à accorder, pendant la durée de la guerre, des allocations aux familles nécessiteuses dont le soutien serait appelé ou rappelé sous les drapeaux[51] (la France a déclaré la mobilisation générale le 2 août et elle entrera dans la Première guerre mondiale ce même mois).
  - 1916 :
    - 2 février : Décret constituant un comité d’action agricole dans chaque commune rurale et des comités cantonaux d’organisation agricole ; les femmes dirigeantes d'exploitations de ce genre sont électrices dans ces comités[51].
    - 27 décembre : Loi tendant à aggraver les pénalités en matière de vagabondage spécial ; ceci a notamment trait au proxénétisme[51].

  - 1917 :
    - 23 janvier : Loi accordant une majoration supplémentaire aux femmes en état de grossesse bénéficiant déjà des allocations prévues par la loi du 5 août 1914[51].
    - 18 juin : Loi modifiant la loi du 7 avril 1915, autorisant le Gouvernement à rapporter les décrets de naturalisation obtenus par d’anciens sujets de puissances en guerre avec la France : les personnes naturalisées issues d'un pays en guerre avec la France peuvent être déchues de leur nationalité française, et cette déchéance de nationalité peut s'étendre à l'épouse et aux enfants selon la situation[51].
    - 27 juillet : Loi instituant des pupilles de la Nation ; au sein des offices nationaux et départementaux, les femmes ont leur place[51].
    - 5 août : Loi concernant l’allaitement maternel dans les établissements industriels et commerciaux[51].
    - 1er octobre : Loi sur la répression de l’ivresse publique et sur la police des débits de boissons ; le contexte est celui d'une lutte contre la prostitution clandestine, des femmes comme des hommes ; de plus, les femmes âgées de moins de 18 ans n'ont plus le droit de travailler dans les débits de boissons, sauf si elles font partie de la famille du tenancier[51].

  - 1919 : 
    - 19 mars : Loi facilitant les donations au profit des œuvres d’assistance publique ou privée et de celles ayant plus spécialement pour objet le développement de la natalité, la protection de l’enfance et des orphelins de la guerre[51].
    - 23 avril : Décret portant règlement d’administration publique pour l’application de la loi du 23 avril 1919 sur la journée de huit heures dans les hôtels, restaurants, cafés et autres établissements de vente de denrées alimentaires à consommer sur place de la région parisienne[51].
    - 9 mai : Décret modifiant les règlements organiques de la Comédie-Française : les titulaires et les suppléants doivent comporter une femme parmi les membres de chacun des deux groupes[51].
    - 1er juin : Circulaire organisant la réglementation de la prostitution des femmes[51].
    - 25 juillet : Décret concernant le contrôle des films cinématographiques ; la commission qui délivre les visas pour la diffusion de films peut comporter des membres féminins[51].
    - 9 août : Le concours de rédacteur et rédacteur-traducteur de l’administration centrale du commerce et de l’industrie est ouvert aux femmes durant un délai provisoire de 3 ans[51].
    - 27 août : Le concours de rédacteur et commis calculateur de l’administration centrale du ministère du travail et de la prévoyance sociale est ouvert aux candidates[51].
    - 24 octobre : Loi assurant la protection des femmes qui allaitent leurs enfants : allocations spéciales la première année pour les femmes nécessiteuses allaitant leur enfant[51].
    - 25 octobre : Loi créant et organisant des chambres d’agriculture dans chaque département français ; les femmes ayant un métier agricole (ou l'ayant eu durant la guerre) ont le droit d'y voter et d'y être élues[51].

  - 1920 :
    - 12 mars : Loi sur l’extension de la capacité civile des syndicats professionnels ; une femme mariée peut adhérer à l'un de ces syndicats et y participer (administration et direction comprises) sans l'autorisation de son époux[51].
    - 31 juillet : Loi réprimant la provocation à l’avortement et à la propagande anticonceptionnelle[51].
    - 12 août : Décret de promulgation du Traité de paix du 27 novembre 1919 : ce traité crée la Société des Nations (SDN) et met en avant plusieurs principes dont l'interdiction du travail des enfants, des limitations au travail des jeunes des deux sexes, « à travail égal, salaire égal » ; au sein des instances de la SDN, les conseillers techniques sur certains sujets peuvent être des femmes[51].

  - 1921 :
    - 24 mars : Loi concernant le vagabondage des mineurs de moins de dix-huit ans (au Journal Officiel des 28-29-30 mars 1921)[51].
    - 24 juillet : Loi prévenant et réglant les conflits entre la loi française et la loi locale d’Alsace et Lorraine en matière de droit privé : la loi qui s'applique à une femme mariée à un homme soumis à l'une ou l'autre de ces lois est celle qui s'applique à son époux (en matière d'état et de capacité)[51].

  - 20 décembre 1922 : Loi portant modification des articles 334 et 335 du code pénal en vue de la répression de la tentative des délits connus sous le nom de « traite des femmes »[51].
  - 1923 :
    - 19 janvier : Décret portant règlement d’administration publique sur le régime intérieur et l’organisation du travail dans les prisons affectées à l’emprisonnement individuel[51].
    - 27 mars : Loi modifiant les dispositions de l’article 317 du code pénal sur l’avortement[51].
    - 19 juin : Loi modifiant différents articles du code civil sur l’adoption[51].
    - 29 juin : Décret portant règlement du service et du régime des prisons affectées à l’emprisonnement en commun[51].
    - 12 novembre : Décret réglementant les cercles de jeu : les femmes y sont interdites[51].

  - 1924 :
    - 7 février : Loi réprimant le délit d’abandon de famille[51].
    - 25 mars : Décret relatif au plan d’études de l’enseignement secondaire des jeunes filles : cet enseignement connait une réorganisation, dans un cursus courant il aboutit à un diplôme de fin d'étude secondaire, mais avec en sus un enseignement facultatif, il peut aboutir au baccalauréat ; si la scolarité des filles dans ce type d'enseignement rejoint alors celle des garçons, elle comporte en plus des cours de travaux à l'aiguille, d'économie domestique et de musique[51].
    - 20 avril : La fonction de commissaire-priseur est ouverte aux femmes[51].
    - 21 juin : Loi portant codification des lois ouvrières ; une partie du Code du travail y est liée[51].
    - 25 juin : Décret relatif aux conditions d'accueil des pupilles de la Nation, en ce qui concerne les familles ou établissements : ceux accueillant en permanence une pupille féminine, quel que soit son âge, ou un garçon âgé de moins de 13 ans doivent comporter au moins une femme en leur sein[51].
    - 11 décembre : Loi rendant les femmes commerçantes éligibles aux chambres de commerce[51].

  - 1925 :
    - 16 janvier : Institution d'un Conseil national économique — toute française âgée de plus de 25 ans peut en devenir membre[51].
    - 20 mars : Décret modifiant le décret du 28 juillet 1906 relatif au personnel de l’inspection départementale de l’assistance publique et admettant les femmes à concourir pour l’emploi de sous-inspectrice[51].

  - 1926 :
    - 11 mars : Décret améliorant les conditions d'allaitement maternel dans les établissements industriels et commerciaux (locaux, chambres d'allaitement, berceaux et personnel qualifié)[51].
    - 3 décembre : Décret portant promulgation de la Convention internationale pour la suppression de la traite des femmes et des enfants (signée le 30 septembre 1921) ; la France y a adhéré en janvier 1926 avec des restrictions au sujet des colonies, pays sous protectorat ou mandat[51].
    - 7 décembre : Loi modifiant l’article 72 du livre II du code du travail et de la prévoyance sociale ([liste de] travaux interdits aux enfants de moins de dix-huit ans et aux femmes)[51].
    - 1" décembre : Code du travail maritime ; une femme mariée ne peut embarquer sur un bateau sans autorisation de son époux — ou accord du tribunal[51].

  - 1927 :
    - 20 février : Décrets portant promulgation de la Convention concernant le travail de nuit des femmes et la Convention concernant le travail de nuit des enfants dans l’industrie, élaborées à Washington par la Conférence internationale du travail et signées à Paris, le 24 janvier 1921, par la France et la Belgique, et du protocole annexé auxdites conventions[51].
    - 10 août : Loi sur la nationalité[51].
    - 6 décembre : Décret portant règlement de l’École nationale supérieure de céramique de Sèvres, réservée aux garçons[51].

  - 1928 :
    - 4 janvier : Loi portant modification de l’article 29 du livre 1er du code du travail et de la prévoyance sociale concernant le repos des femmes en couches[51].
    - 19 mars : Les congés maternité de deux mois avec traitement plein des institutrices et fonctionnaires de l'administration des postes, télégraphes et téléphones (PTT) sont étendus à toutes les fonctionnaires[51].
    - 21 mars : Loi portant réforme des régimes de retraites des ouvriers des établissements industriels de l’État — les règles diffèrent selon le sexe de l'ouvrier et différents éléments[51].
    - 5 avril : Loi sur les assurances sociales : des éléments spécifiques concernent les femmes enceintes salariées et les mères allaitant ou empêchées d'allaiter pour raisons médicales[51].
    - 28 décembre : Arrêté relatif à la création de comités départementaux d’aide et de protection des femmes immigrantes[51].

  - 3 juillet 1929 : Circulaire relative à la réorganisation des dispensaires de salubrité en vue d’assurer un meilleur contrôle sanitaire de la prostitution[51].
  - 24 août 1930 : Décret portant promulgation de la Convention relative à la nationalité de la femme mariée (signée à Paris le 12 septembre 1928, entre la France et la Belgique)[51].
  - 9 décembre 1931 : Loi accordant aux femmes commerçantes l’éligibilité [pour être juge] aux tribunaux de commerce[51].
  - 1932 :
    - 11 mars : Loi qui généralise les allocations familiales, entre autres mesures[51].
    - 24 octobre : Décret portant institution de conseillers des métiers, les femmes pouvant en être[51].

  - 1935 :
    - 9 avril : Décret fixant les cadres et effectifs, le statut et la rémunération du personnel des laboratoires (qui dépendent du ministère de la santé publique) : les femmes peuvent devenir assistante, mais n'ont pas accès aux postes de direction, de chef des travaux ou de « "garçon" de laboratoire »[51].
    - 30 octobre : Décret relatif à la protection de l'enfance[51].
    - 30 octobre : Décret portant modification des articles 376 et suivants du code civil ; le « droit de correction paternelle » — pour le père et pour la mère — est modifié, ainsi que les modalités et la durée du placement d'un enfant[51].

  - 1936 :
    - 27 mars : le Front Populaire, qui est au pouvoir, crée différents postes de sous-secrétaire d’État, dont trois sont dévolus à : Cécile Brunschvicg (Éducation nationale), Suzanne Lacore (Santé publique) et Irène Joliot-Curie (Recherche scientifique)[51].
    - 20 avril : Loi précisant notamment que la Médaille des évadés peut être attribuée aux femmes ; la Croix de guerre ne le peut pas[51].
    - 23 juillet : Décret d'application de la loi instaurant le Conseil national économique, dans lequel des femmes peuvent siéger dans les mêmes conditions que leurs homologues masculins[51].
    - 29 octobre : Décret modifiant le décret du 10 août 1920 (B. L. D. 1920, p. 457) relatif à l’établissement, au fonctionnement et à la surveillance des sanatoriums ; une médecin femme peut être médecin adjointe dans tous, et médecin directrice dans ceux dévolus aux femmes et aux enfants[51].

  - 1937 :
    - 31 mai : Décret relatif à l’admission des femmes aux fonctions de conseiller du commerce extérieur[51].
    - 14 juin : La délivrance d'un passeport ne nécessite plus l'autorisation de l'époux pour une femme mariée[51].
    - 30 septembre : Décret instituant un Conseil supérieur de protection de l’enfance[51].

  - 1938 :
    - 18 février : Loi portant modification des textes du code civil relatifs à la capacité de la femme mariée[51].
    - 21 mars : Arrêté du ministère du travail rend obligatoire la convention collective concernant le commerce en gros des vins et spiritueux de l’arrondissement de Libourne : au sein de cette convention collective, les salaires diffèrent notamment selon le sexe de l'employé (les femmes recevant un « salaire féminin », qui est systématiquement inférieur à celui de leurs homologues masculins) — « cet exemple de convention collective montre que la notion de « salaire féminin », largement inférieur au salaire des hommes, est ancrée dans le système juridique de l’époque », selon Duffuler-Vialle en 2020[51].
    - 9 avril : Loi relative à l’accession des sous-inspectrices de l’assistance publique au grade d’inspectrice[51].
    - 12 novembre : Décret-Loi tendant à encourager la natalité[51].

  - 1939 :
    - 29 juillet : Décret-Loi relatif à la famille et à la natalité française[51].
    - 29 novembre : La conversion de la séparation de corps en divorce voit son délai réduit provisoirement à un an tant que dure la guerre (Seconde guerre mondiale)[51].
    - 29 novembre : Décret relatif à la prophylaxie des maladies vénériennes[51].

#### Régime de Vichy
- Sous le régime de Vichy (juillet 1940-août 1944) :
  - 11 octobre 1940 : Loi relative au travail féminin — dans un objectif de lutte contre le chômage ; le recrutement de femmes mariées au sein de l'administration est notamment interdit[51].
  - 1941 :
    - 15 février : Loi modifiant le décret du 29 juillet 1939 relatif à la famille et à la natalité française[51].
    - 29 mars : Loi portant création d’une allocation de salaire unique (ASU)[51].
    - 2 avril : Loi sur le divorce et la séparation de corps[51].
    - 2 septembre : Loi sur la protection de la naissance[51].
    - 14 septembre : Loi concernant des modulations de peine[51][précision nécessaire].

  - 1942 :
    - 15 février : Loi relative à la répression de l'avortement, considéré comme crime contre les intérêts de l’État[51].
    - 6 août : Loi modifiant l'article 344 du code pénal, qui concerne notamment l'incitation à la débauche d'une personne mineure, mais aussi certains actes lors de relations homosexuelles consenties entre un mineur et un majeur (mais pas dans le cadre de mêmes actes si la situation est dans le cadre de relations hétérosexuelles)[51].
    - 12 septembre : Loi relative au travail féminin, qui permet notamment à nouveau le recrutement de femmes mariées dans l'administration (suspension de la loi précédente concernant le sujet)[51].
    - 22 septembre : Loi sur les effets du mariage quant aux droits et devoirs des époux[51].
    - 16 décembre : Loi relative à la protection de la maternité et de la première enfance[51].
    - 23 décembre : Loi tendant à « protéger la dignité du foyer loin duquel l’époux est retenu par suite des circonstances de guerre »[51].

  - 1943 :
    - 1er février : Loi relative aux règlements par chèques et virements[51].
    - 2 mars : Loi contre les souteneurs[51].

  - 1944 :
    - 11 janvier : Décret sur la création de formations militaires féminines auxiliaires (terrestres, aériennes et navales)[51].

#### Seconde moitié duXXesiècle
Les femmes souhaitent davantage d'égalité avec les hommes en matière de droits sociaux, économiques et politiques.

##### Gouvernement provisoire de la République française

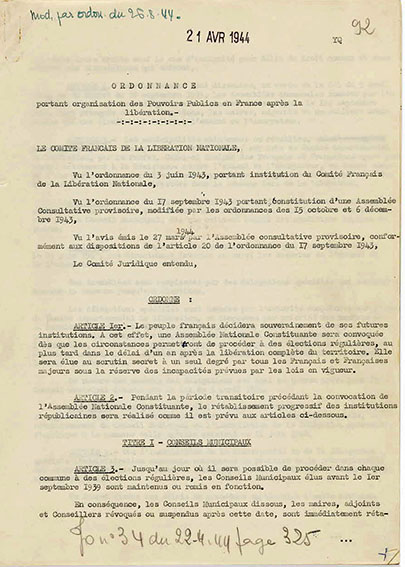
Ordonnance portant organisation des pouvoirs publics en France après la Libération, 21 avril 1944. Archives nationales A//1902. Cette ordonnance ouvre également le vote aux femmes.

- 21 avril 1944 : Le droit de vote et l'éligibilité sont accordés aux femmes, par ordonnance du Gouvernement provisoire de la République française alors installé à Alger[52],[51],[54].
- 12 avril 1945 : Ordonnance sur le divorce et la séparation de corps[51].
- 29 avril 1945 : Premier vote avec les femmes en tant que votantes, lors d'élections municipales[52].
- 1er septembre 1945 : Ordonnance sur la correction paternelle, qui supprime notamment le « droit à la correction paternelle »[51].
- 4 octobre 1945 : Ordonnance portant organisation de la Sécurité sociale ; ses mesures comprennent notamment la création d'un congé obligatoire de maternité (14 semaines) avec indemnité consistant en la moitié du salaire[51].
- 9 octobre 1945 : Création de l’École nationale d'administration (ENA), qui accepte les femmes à condition que celles-ci ne se dirigent pas vers des emplois strictement réservés aux hommes[51].
- 19 octobre 1945 : Ordonnance instaurant le code de la nationalité française[51].
- 2 novembre 1945 : Ordonnance sur la protection maternelle et infantile[51].
- 11 avril 1946 : Loi ayant pour objet de permettre aux femmes d’accéder à la magistrature[51].
- 13 avril 1946 : Interdiction des « maisons de tolérance » et renforcement de la lutte contre le proxénétisme, par la loi dite « Marthe Richard »[52],[51].
- 24 avril 1946 : Loi tendant à instituer un fichier sanitaire et social de la prostitution[51].
- 18 mai 1946 : Loi tendant à accorder au chef de famille, salarié, fonctionnaire ou agent des services publics, un congé supplémentaire à l’occasion de chaque naissance à son foyer[51].
- 30 juillet 1946 : Arrêté abrogeant les dispositions relatives aux abattements autorisés pour les « salaires féminins »[51].
- 22 août 1946 : Loi fixant le régime des prestations familiales[51].
- 27 octobre 1946 : Le Préambule de la Constitution du 27 octobre 1946 instaure la IVe République en France ; il contient alinéa 3 la phrase : « La loi garantit à la femme, dans tous les domaines, des droits égaux à ceux de l'homme »[52],[51].

##### Quatrième république
- 27 juin 1947 : Décret créant le code de déontologie médicale ; il comporte entre autres des mesures concernant l'avortement thérapeutique[51].
- Novembre 1947 : Germaine Poinso-Chapuis est la première femme ministre en France, pour le Ministère de la santé publique et de la population ; la seconde femme ministre du pays sera Simone Veil en 1974[52].
- 5 novembre 1947 : Décret portant application de la loi n° 46-795 du 24 avril 1946 tendant à instituer un fichier sanitaire et social de la prostitution[51].
- 1er septembre 1948 : Loi portant modification et codification de la législation relative aux rapports des bailleurs et locataires ou occupants de locaux d'habitation ou à usage professionnel et instituant des allocations de logement[51].
- 11 août 1950 : Loi portant publication de la Convention internationale du travail n°3 (convention adoptée le 29 novembre 1919) et permettant de la ratifier ; cette convention porte notamment sur l'emploi des femmes enceintes et nouvellement accouchées[51].
- 15 octobre 1951 : Décret portant sur le statut du personnel des cadres militaires féminins[51].
- 10 décembre 1952 : Loi autorisant la ratification de la Convention internationale du travail n°100, qui a notamment pour sujet l'« égalité de rémunération des hommes et des femmes pour un travail de valeur égale »[51].
- 17 mai 1954 : Décret sur le livret de famille : constitution et définition des actes et extraits devant y figurer[51].
- 6 août 1955 : Loi portant fixation du budget annexe des prestations familiales agricoles pour les exercices 1955 et 1956 ; elle ouvre notamment une « allocation de la mère au foyer », qui est attribuée au « chef de famille », sous certaines conditions[51].
- 28 novembre 1955 : Décret portant code de déontologie médicale, qui modifie notamment le précédent[51].
- 1956 : L'association « La Maternité heureuse », futur Mouvement français pour le Planning familial (MFPF) à partir de 1960, est créée ; ses objectifs concernent l'éducation sexuelle et la lutte en faveur du droit à la contraception et à l'avortement[52].
- 11 décembre 1956 : Loi sur l'allocation de la « mère au foyer », plus largement qu'aux professions agricoles[51].
- 25 mars 1957 : Traité de Rome instaurant la Communauté économique européenne ; il comprend un principe d'égalité des rémunérations des travailleurs des deux sexes à travail identique[51].

##### Cinquième République
- 23 décembre 1958 : Décret modifiant diverses dispositions d'ordre pénal en vue d'instituer une cinquième classe de contravention de police ; il réprime notamment le racolage passif[51].
- 30 décembre 1958 : L'expression « allocation de naissance » remplace celle d'« allocation de maternité » et les modalités de celle-ci connaissent des modifications, de même que l'allocation de salaire unique[51].
- 4 février 1959 : Ordonnance relative au statut général des fonctionnaires, qui contient notamment le principe de non-discrimination en termes de sexe, sauf quelques situations exceptionnelles[51], dont celle, notable, de la police nationale[55].
- 9 avril 1960 : Décret relatif au livret de famille[51].
- 25 novembre 1960 : Ordonnance relative à la lutte contre le proxénétisme[51].
- 25 novembre 1960 : Par décret, le racolage passif est passif d'une contravention de 3ᵉ classe, celui actif d'une contravention de 5ᵉ classe[51].
- 2 décembre 1960 : Ratification par la France de la Convention des Nations unies pour la répression de la traite des êtres humains et l'exploitation de la prostitution d'autrui ; suppression du fichier sanitaire et social des personnes prostituées — créé le 24 avril 1946 par une loi, il comportait en 1960, une liste d'environ 30 000 personnes[52].
- 13 juillet 1965 : Loi réformant les régimes matrimoniaux[51] : modification du régime légal du mariage sans contrat : l'épouse est libre de gérer ses propres possessions et d'exercer son activité professionnelle, elle n'a plus besoin du consentement de son époux[52].
- 29 septembre 1965 : Arrêté portant création d’un comité d’étude et de liaison des problèmes du travail féminin[51].
- 11 juillet 1966 : Loi réformant l'adoption[51].
- 30 décembre 1966 : Loi relative à la garantie de l'emploi en cas de maternité[51].
- 28 décembre 1967 : Autorisation de la contraception[51] par la loi Neuwirth ; mais la publication des décrets d'application n'aura lieu qu'en 1971[52].
- 24 janvier 1968 : Décret sur les dispositions communes applicables aux fonctionnaires des services actifs de la police nationale : sauf dérogation, une femme ne peut pas être intégrée à un emploi des services actifs au sein de celle-ci[51].
- 24 mai 1969 : Décret portant fixation du montant de l’allocation de salaire unique et de l’allocation de la mère au foyer[51].
- 4 juin 1970 : Dans le Code civil, l'« autorité parentale conjointe » remplace la « puissance paternelle » et « les deux époux assurent ensemble la direction morale et matérielle de la famille »[52],[51].
- 15 juillet 1970 : Loi relative à l’École polytechnique, qui permet notamment aux femmes d'accéder au concours d'entrée et indique les conditions d'emploi de celles-ci après l'école[51].
- 26 août 1970 : Naissance du Mouvement de libération des femmes (MLF), avec le dépôt de la gerbe « à la femme du soldat inconnu », sur la tombe du soldat inconnu, qui est située sous l'Arc de Triomphe à Paris[52].
- 23 décembre 1970 : Décret portant majoration du taux des indemnités journalière de repos de l’assurance maternité dans le régime général de sécurité sociale[51].
- 5 avril 1971 : Publication du « Manifeste des 343 » dans Le Nouvel Observateur : signé par 343 femmes — dont des célébrités — déclarant avoir avorté et demandant le droit à l'avortement libre[52].
- 16 avril 1971 : Arrêté relatif au Comité de travail féminin, remplaçant du Comité d’étude et de liaison des problèmes liés au travail féminin[51].
- 10 juin 1971 : Loi sur la filiation[51].
- Juillet 1971 : L'association « Choisir la cause des femmes » est créée — avec la philosophe Simone de Beauvoir et l'avocate Gisèle Halimi — afin de demander l'abrogation de la loi de 1920 qui constitue l'avortement en crime[52].
- 3 janvier 1972 : Loi sur la filiation[51]. Ouverture du droit de la mère à contester, dans certaines conditions, la présomption de paternité du mari[52].
- 3 janvier 1972 : Loi sur l'allocation de la mère au foyer[51].
- 24 avril 1972 : Décret portant application de l’art. 4 de la loi 67-1176 du 28-12-1967 relative à la régularisation des naissances et abrogeant les art. L. 648 et L. 649 du code de la santé publique[51].
- 13 juillet 1972 : Loi portant statut général des militaires ; l'accès à la carrière militaire n'a aucune discrimination fondée sur le sexe[51].
- 16 août 1972 : Décret relatif au statut particulier du corps des inspecteurs de la police nationale, au sein duquel les femmes sont autorisées à candidater[51].
- 22 décembre 1972 : Loi affirmant le principe de l'égalité de rémunération entre les genres[52],[51].
- 2 janvier 1973 : Loi relative au code du travail, qui renouvelle celui-ci et contient notamment des précisions quant au travail des femmes[51].
- 9 janvier 1973 : Loi complétant et modifiant le code de la nationalité française et relative à certaines dispositions concernant la nationalité française[51] ; elle autorise notamment la transmission de la nationalité de la mère à son enfant, que ce dernier soit « naturel ou légitime »[52].
- 23 mars 1973 : Décret portant statut particulier des corps féminins des armées[51].
- Avril 1973 : Le Mouvement pour la liberté de l'avortement et de la contraception (MLAC) est créé ; il comprend des organisations féministes et politiques et annonce la pratique des actes alors illégaux que sont les avortements (méthode de Karman) et les départs en groupe à l'étranger pour avorter[52].
- 11 juillet 1973 : Création du Conseil supérieur de l'information sexuelle, de la régulation des naissances et de l'éducation familiale[52],[51].
- 8 octobre 1973 : Arrêté sur l'extension d’accords nationaux conclus dans la branche de la métallurgie ; une partie concerne l'indemnisation du congé maternité[51].
- Mai 1974 : Simone Veil ministre de la santé ; cinq autres femmes seront secrétaires d’État entre 1974 et 1976[52].
- 16 juillet 1974 : Création de l'allocation de rentrée scolaire[51].
- 23 juillet 1974 : Le Secrétariat d’État à la Condition féminine est créé[52] ; rattaché au Premier ministre, il est attribué à Françoise Giroud[51].
- 4 décembre 1974 : Loi portant diverses dispositions relatives à la régulation des naissances[51].
- 17 janvier 1975 : Loi du 17 janvier 1975 relative à l'interruption volontaire de grossesse (IVG), aussi nommée « Loi Veil », qui dépénalise l'avortement ; elle est adoptée pour une période expérimentale de 5 ans[52],[51]. Son décret d'application paraît le 13 mai 1975 ; il précise quelques éléments[51].
- 10 juillet 1975 : Loi de modification de l’art. 7 de l’ordonnance 59244 du 04-02-1959 (aucune distinction n’est faite entre les hommes et les femmes pour l’application de la présente ordonnance, sauf dans certains cas ou pourra être prévu un recrutement exclusif d’hommes ou de femmes)[51].
- 11 juillet 1975 : Loi portant réforme du divorce[51].
- 11 juillet 1975 : Loi relative à l'éducation (Loi Haby) ; la scolarité obligatoire concerne les enfants des deux sexes entre 6 et 16 ans, il n'y a pas de différence d'éducation entre eux et la mixité est de mise[51].
- 11 juillet 1975 : Loi modifiant et complétant le code du travail en ce qui concerne les règles particulières au travail des femmes ainsi que l’art. L298 du code de la sécurité sociale et les art. 187-1 et 416 du code pénal[51].
- 15 juillet 1975 : Autorisation légale du divorce par consentement mutuel[52].
- 31 décembre 1979 : Loi reconduisant sans limite de temps les dispositions de la « Loi Veil » de 1975, en supprimant aussi quelques obstacles à l'accès à l'IVG[52].
- 29 avril 1976 : Décret relatif aux conditions d’entrée et de séjour en France des membres des familles des étrangers autorisés à résider en France[51].
- 9 juillet 1976 : Loi portant diverses mesures de protection sociale de la famille[51].
- 21 septembre 1976 : Décret relatif au Délégué à la condition féminine, qui remplace le secrétaire d’État à cette condition[51].
- 22 décembre 1976 : Loi modifiant certaines dispositions relatives à l'adoption[51].
- 28 décembre 1976 : Décret relatif à l’organisation de la formation dans les écoles maternelles et élémentaires[51].
- 12 juillet 1977 : Loi instituant un complément familial se substituant à l’allocation de salaire unique, à l’allocation de la mère au foyer et à l’allocation pour frais de garde à compter du 01-01-1978[51].
- 12 juillet 1977 : Loi instituant un congé parental d’éducation[51].
- 10 novembre 1977 : Décret instituant un complément familial se substituant à l’allocation de salaire unique, à l’allocation de la mère au foyer et à l’allocation pour frais de garde à compter du 01-01-1978[51].
- 13 avril 1978 : Création du secrétariat d’État de l'Emploi féminin, rattaché au ministère du travail et de la participation ; il est attribué à Nicole Pasquier[51].
- 12 juillet 1978 : Loi portant diverses mesures en faveur de la maternité[51].
- 26 juillet 1978 : Décret modifiant le décret 6892 du 29-01-1968 relatif au statut particulier des gradés et gardiens de la paix de la police nationale ; les femmes peuvent y candidater[51].
- 11 septembre 1978 : Création du ministère délégué à la condition féminine, qui remplace la délégation à la condition féminine ; il est attribué à Monique Pelletier[51].
- 2 janvier 1979 : Loi relative à la durée du travail et au travail de nuit des femmes[51].
- 31 décembre 1979 : Loi relative à l'interruption volontaire de grossesse, qui complète celle de janvier 1975[51].
- 17 juillet 1980 : Loi portant diverses dispositions en vue d’améliorer la situation des familles nombreuses[51].
- 23 décembre 1980 : Loi relative à la répression du viol et de certains attentats aux mœurs[51] ; le viol y est défini ainsi : « Tout acte de pénétration sexuelle, de quelque nature qu’il soit, commis sur la personne d’autrui, par violence, contrainte, menace ou surprise, est un viol » ; il devient un crime[52].
- 30 septembre 1981 : Décret relatif aux attributions du ministre délégué auprès du premier ministre, ministre des droits de la femme, Mme Yvette Roudy[51].
- 12 octobre 1981 : Publication de trois décrets concernant le remboursement de l'IVG à 75 %, délai de résidence exigé écourté pour les étrangères, tous les établissements publics de soin sont sommés d'avoir un centre d'IVG ; et campagne nationale d'information sur la contraception, lancée par la ministre des droits de la femme Yvette Roudy[52].
- 20 janvier 1982 : Le 8 mars devient Journée des femmes en France, sur proposition d'Yvette Roudy et acceptation du Conseil des ministres[52].
- 2 mars 1982 : Décret relatif au Comité interministériel chargé des droits de la femme[51].
- 8 mars 1982 : Première journée nationale des femmes, en France ; annonce de plusieurs mesures à venir concernant les droits de la femme (avortement remboursé à 100 %, quotas de femmes aux élections municipales et régionales — déclaré inconstitutionnel en 1982 —, système de récupération des pensions alimentaires, projets de loi anti-sexisme et sur l'égalité de sexe en matière d'emploi, nouveau statut de « co-exploitante », et disparition de la notion de « chef de famille ») ; la Légion d'Honneur a une promotion spéciale de travailleuses[52].
- Avril 1982 : La loi relative au statut général des fonctionnaires reconnaît le principe d'égalité d'accès aux emplois publics[52].
- 7 mai 1982 : Loi modifiant l’art. 7 de l’ordonnance 59244 du 04-02-1959 relative au statut général des fonctionnaires et portant dispositions diverses concernant le principe d’égalité d’accès aux emplois publics[51].
- 10 juillet 1982 : Loi relative aux conjoints d’artisans et de commerçants travaillant dans l’entreprise familiale[51].
- 4 août 1982 : Loi sur l'abrogation de l’art. 331 (al. 2) du code pénal ; en conséquence, les actes impudiques ou contre nature commis avec un mineur du même sexe (homosexualité) ne seront plus punis de peines correctionnelles[51].
- 29 décembre 1982 : Loi de finance pour 1983 : celle-ci contient la suppression de l'idée de « chef de famille » dans le code général des impôts[51].
- 31 décembre 1982 : Les frais de l'IVG sont pris en charge par l'Assurance maladie et l’État[52],[51].
- 1er juillet 1983 : Loi autorisant la ratification d’une Convention sur l’élimination de toutes les formes de discrimination à l’égard des femmes, ouverte à la signature à New-York le 01-03-1980[51].
- 13 juillet 1983 : Loi portant sur les droits et obligations des fonctionnaires[51].
- 13 juillet 1983 : Loi portant modification du code du travail et du code pénal en ce qui concerne l'égalité professionnelle entre les femmes et les hommes (Loi Roudy) : égalité professionnelle femmes-hommes[52],[51].
- 4 janvier 1984 : Loi portant modification du code du travail et relatif au congé parental d’éducation et au travail à mi-temps des parents d’un jeune enfant[51].
- 29 février 1984 : Décret sur la création auprès du ministre délégué auprès du premier ministre, chargé des droits de la femme d’une commission de terminologie chargée d’étudier la féminisation des titres et des fonctions, et de manière générale, le vocabulaire concernant les activités des femmes[51].
- 7 mai 1984 : Loi relative à l’acquisition de la nationalité française par mariage[51].
- 12 juillet 1984 : Projet de loi concernant les pensions alimentaires[52].
- 4 décembre 1984 : Décret relatif aux autorisations de travail délivrées aux travailleurs étrangers[51].
- 22 décembre 1984 : Loi relative à l’intervention des organismes débiteurs des prestations familiales pour le recouvrement des créances alimentaires impayées[51].
- 4 janvier 1985 : Loi relative aux mesures en faveur des jeunes familles et des familles nombreuses[51].
- 31 mai 1985 : Décret relatif aux attributions du ministre des droits de la femme ; cela engendre l'autonomie du ministère[51].
- 23 décembre 1985 : L’égalité des époux dans les régimes matrimoniaux, et celle des parents pour gérer les biens de leurs enfants mineurs sont instituées dans une loi[52],[51].
- 6 janvier 1986 : Loi adaptant la législation sanitaire et sociale aux transferts de compétences en matière d’aide sociale et de la santé[51].
- 11 mars 1986 : Circulaire relative à la féminisation des noms de métier, fonction, grade ou titre[51].
- 2 mai 1986 : Décret relatif à la déléguée à la condition féminine[51].
- 29 décembre 1986 : Loi relative à la famille[51].
- 19 juin 1987 : Loi relative à la durée et à l’aménagement du temps de travail[51].
- 22 juillet 1987 : Loi sur l’exercice de l’autorité parentale[51].
- 18 juillet 1988 : Création du secrétariat d’État chargé des droits des femmes, attribué à Michèle André[51].
- 28 décembre 1988 : Arrêté relatif à la détention, la distribution, la dispensation et l’administration de la spécialité Myfegine 200mg, comprimés[51].
- 16 mai 1989 : Décret supprimant les corps du personnel de direction et du personnel technique et de formation professionnelle des services extérieurs de l’administration pénitentiaire de la liste des corps pour lesquels un recrutement distinct peut être prévu pour les hommes et pour les femmes[51].
- 10 juillet 1989 : Loi d'orientation sur l'éducation[51].
- 10 juillet 1989 : Loi relative à la prévention des mauvais traitements à l'égard des mineurs et à la protection de l'enfance[51].
- 20 février 1990 : Arrêté modifiant l'arrêté du 3 novembre 1988 relatif aux prix des soins et de l'hospitalisation afférents à l'interruption volontaire de grossesse[51].
- 6 juillet 1980 : Loi modifiant le code de la sécurité sociale et relative aux prestations familiales et aux aides à l'emploi pour la garde des jeunes enfants[51].
- 5 septembre 1990 : Le viol entre époux est reconnu pour la première fois en Cour de cassation[52].
- 21 décembre 1990 : Le Conseil d’État valide la conformité de la loi Veil de 1975 avec la Convention européenne de sauvegarde des droits de l’homme et des libertés fondamentales[52].
- 18 janvier 1991 : Loi portant dispositions relatives à la santé publique et aux assurances sociales[51].
- 31 janvier 1991 : Décret relatif aux attributions du secrétaire d'État aux droits des femmes et à la vie quotidienne délégué du ministre du travail, de l'emploi et de la formation professionnelle[51].
- Mai 1991 : Édith Cresson devient la première femme Premier ministre en France[52].
- 21 mai 1992 : Décret relatif aux attributions du secrétaire d'État aux droits des femmes et à la consommation[51].
- 22 juillet 1992 : Loi portant réforme des dispositions du code pénal relatives à la répression des crimes et délits contre les personnes[51].
- 2 novembre 1992 : Loi relative à l'abus d'autorité en matière sexuelle dans les relations de travail et modifiant le code du travail et le code de procédure pénale[51].
- 8 janvier 1992 : Loi modifiant le code civil relativement à l'état civil, à la famille et aux droits de l'enfant et instituant le juge aux affaires familiales[51].
- 27 janvier 1993 : Loi relative à différentes mesures d'ordre social[51], instaurant notamment le délit d'entrave à l'IVG et dépénalisant l'auto-avortement[52].
- 8 avril 1993 : Décret relatif aux attributions du ministre d'État, ministre des affaires sociales, de la santé et de la ville[51].
- 22 juillet 1993 : Loi réformant le droit de la nationalité[51].
- 2" août 1993 : Loi relative à la maîtrise de l'immigration et aux conditions d'entrée, d'accueil et de séjour des étrangers en France[51].
- 21 avril 1994 : discussion de l'éventualité de quotas et de la possible parité femmes-hommes dans l'exercice de responsabilités, notamment politiques[52].
- 15 juillet 1994 : Loi relative à la famille[51].
- 29 juillet 1994 : Loi relative au respect du corps humain[51].
- 29 juillet 1994 : Loi relative au don et à l'utilisation des éléments et produits du corps humain, à l'assistance médicale à la procréation et au diagnostic prénatal[51].
- 1er juin 1995 : Décret relatif aux attributions du ministre de la solidarité entre les générations[51].
- 18 octobre 1995 : Création de l'Observatoire de la parité entre les femmes et les hommes[52],[51].
- 7 décembre 1995 : Décret relatif aux attributions du ministre délégué pour l'emploi[51].
- 6 juin 1996 : Manifeste pour la parité hommes-femmes paru dans L'Express ; dix femmes, dont d'anciennes ministres célèbres, en sont auteures[52].
- 5 juillet 1996 : Loi relative à l'adoption 5 juillet 1996 : Loi relative à l'adoption[51].
- 14 janvier 1997 : Parution d'extraits choisis du rapport de l'avocate Gisèle Halimi au Premier ministre concernant les inégalités hommes-femmes (domaines social, économique, politique), inégalités qui fragilisent certains aspects aspects de la démocratie ; le rapport propose aussi différentes pistes de solutions pour diminuer ces inégalités et favoriser une meilleure démocratie[52].
- 11 juin 1997 : Décret relatif aux attributions du ministre de l'emploi et de la solidarité[51].
- 19 décembre 1997 : Loi de financement de la sécurité sociale pour 1998 ; celle-ci comporte des dispositions relatives à la famille[51].
- 8 mars 1998 : Circulaire relative à la féminisation des noms de métier, de fonction, grade ou titre[52].
- 16 mars 1998 : Loi relative à la nationalité[51].
- 11 mai 1998 : Loi relative à l'entrée et au séjour des étrangers en France et au droit d'asile[51].
- 17 juin 1998 : Projet de loi constitutionnelle pour l'égalité femmes-hommes comprenant des possibilités de mesures favorisant la parité d'accès des genres en matière de postes politiques[52].
- 17 juin 1998 : Loi relative à la prévention et à la répression des infractions sexuelles ainsi qu'à la protection des mineurs[51].
- 17 novembre 1998 : « Un secrétariat d’État aux droits des femmes et à la formation professionnelle est délégué auprès du ministère de l'emploi et de la solidarité »[51].
- 23 décembre 1998 : Loi de financement de la sécurité sociale pour 1999, qui modifie notamment certains éléments relatifs aux allocations familiales et à l'allocation de rentrée scolaire[51].
- 8 juillet 1999 : Loi constitutionnelle relative à l'égalité entre les femmes et les hommes[52].
- 23 mars 1999 : Loi autorisant la ratification du traité d'Amsterdam modifiant le traité sur l'Union européenne, les traités instituant les Communautés européennes et certains actes connexes ; l'Union européenne comprend des missions de promotion de l'égalité entre les genres[51].
- 8 juillet 1999 : Loi relative à l'égalité entre les femmes et les hommes[51].
- 12 juillet 1999 : Loi relative à la création de délégations parlementaires aux droits des femmes et à l’égalité des chances entre les hommes et les femmes[52].
- 2 septembre 1999 : Rapport concernant les inégalités hommes-femmes au travail, remis par la députée Catherine Génisson au Premier ministre : le rapport fait été de différents constats et propose des pistes pour réduire les inégalités[52].
- 8 décembre 1999 : Projet de loi tendant à favoriser l’égal accès des femmes et des hommes aux mandats électoraux et aux fonctions électives ; projet de loi organique tendant à favoriser l’égal accès des femmes et des hommes aux mandats de membre des assemblées de province et du congrès de Nouvelle-Calédonie, de l’assemblée de Polynésie française et de l’assemblée territoriale des îles Wallis-et-Futuna[52].

#### XXIesiècle
- 6 juin 2000 : Loi en faveur de l’égal accès des femmes et des hommes aux mandats électoraux et fonctions électives[52],[51].
- 15 juin 2000 : Ordonnance relative à la partie législative du code de la santé publique ; la condition de résidence lors d'une IVG d'une femme étrangère est abrogée[51].
- 30 juin 2000 : Loi relative à la prestation compensatoire en matière de divorce[51].
- 10 juillet 2000 : Loi relative à l'élection des sénateurs, avec des mesures concernant la parité des genres[51].
- 28 novembre 2000 : Amendement gouvernemental levant l'interdiction du travail de nuit des femmes, contre l'avis du Parti communiste français (PCF) qui voulait interdire le travail de nuit pour tous, à l'exception de dérogations[52].
- 13 décembre 2000 : Loi relative à la contraception d'urgence (« pilule du lendemain »)[51].
- 23 décembre 2000 : Loi de financement de la sécurité sociale pour 2001, qui comprend la création d'une allocation de présence parentale en cas de maladie, d’accident ou de handicap de l’enfant[51].
- 9 mai 2001 : Loi relative à l'égalité professionnelle entre les femmes et les hommes[52],[51].
- 4 juillet 2001 : Loi relative à l'interruption volontaire de grossesse et à la contraception[51] ; le délai légal de recours à l'IVG passe de 10 à 12 semaines[52].
- 16 novembre 2001 : Loi relative à la lutte contre les discriminations[51].
- 3 décembre 2001 : Loi relative aux droits du conjoint survivant et des enfants adultérins et modernisant diverses dispositions de droit successoral[51].
- 21 décembre 2001 : Loi de financement de la sécurité sociale pour 2002, qui comprend notamment l'instauration d'un congé de paternité[51].
- 21 décembre 2001 : Décret portant création d'une Commission nationale contre les violences envers les femmes[51].
- 9 janvier 2002 : Décret relatif à la délivrance aux mineures des médicaments ayant pour but la contraception d'urgence[51].
- 17 janvier 2002 : Loi de modernisation sociale, qui comprend notamment des éléments relatifs au harcèlement sexuel, ainsi que d'autres concernant les discriminations dans le logement[51].
- 22 janvier 2002 : Loi relative à l'accès aux origines des personnes adoptées et pupilles de l'État[51].
- 4 mars 2002 : Loi relative aux droits des malades et à la qualité du système de santé[51].
- 4 mars 2002 : Loi relative au nom de famille[51] : la notion de nom patronymique se substitue à celle de nom de famille ; père et mère peuvent donner leur donner de famille à leur enfant, selon différentes modalités (choix de l'un ou de l'autre, ou accolement des deux dans un ordre qu'ils auront défini)[52].
- 4 mars 2002 : Loi relative à l'autorité parentale[51].
- 1é juillet 2002 : Création du ministère délégué à la parité et à l'égalité professionnelle[51].
- 18 mars 2003 : Loi pour la sécurité intérieure ; elle comprend des éléments liés au racolage passif, et d'autres créant la « circonstance aggravante de commission d'un crime ou d'un délit à raison de l'orientation sexuelle de la victime »[51].
- 11 avril 2003 : Loi concernant l'élection des conseillers régionaux et des représentants au Parlement européen ainsi que l'aide publique aux partis politiques[51] ; règle d'alternance de candidats de chaque genre sur les listes électorales[52].
- 18 juin 2003 : Loi relative à la dévolution du nom de famille[51].
- 30 juillet 2003 : Loi portant réforme de l'élection des sénateurs, qui comporte des éléments relatifs à la représentation et la parité[51].
- 26 novembre 2003 : Loi relative à la maîtrise de l'immigration, au séjour des étrangers en France et à la nationalité[51].
- 18 décembre 2003 : Loi de financement de la sécurité sociale pour 2004[51].
- 15 mars 2004 : Loi encadrant, en application du principe de laïcité, le port de signes ou de tenues manifestant une appartenance religieuse dans les écoles, collèges et lycées publics[51].
- 31 mars 2004 : Le ministère délégué à la parité et à l’égalité professionnelle gagne son autonomie[51].
- 26 mai 2004 : Loi relative au divorce[51] ; la protection du conjoint victime de violence y est prise en compte[52].
- 1er juillet 2004 : Décret relatif aux conditions de réalisation des interruptions volontaires de grossesse hors établissements de santé et modifiant le code de la santé publique (deuxième partie : partie Réglementaire)[51].
- 6 août 2004 : Loi relative à la bioéthique[51].
- 24 novembre 2004 : Plan de lutte contre les violences faites aux femmes[52].
- 24 novembre 2004 : Ordonnance relative à la partie législative du code de l'entrée et du séjour des étrangers et du droit d'asile[51].
- 23 mars 2006 : Loi concernant l'égalité salariale entre femmes et hommes[52].
- 5 avril 2006 : Loi sur le renforcement de la prévention et la répression des violences dans le couple ou contre les mineurs[52].
- 30 décembre 2004 : Loi portant création de la Haute autorité de lutte contre les discriminations et pour l'égalité (Halde)[51] (le projet de loi datait du 15 juillet 2004[52]).
- 17 mars 2005 : Décret relatif au regroupement familial des étrangers pris pour l'application du livre IV du code de l'entrée et du séjour des étrangers et du droit d'asile[51].
- 2" avril 2005 : Loi d'orientation et de programme pour l'avenir de l'école, qui souligne que celle-ci doit « favoriser la mixité et l’égalité entre les hommes et les femmes »[51].
- 2 juin 2005 : Création du ministère délégué à la cohésion sociale et à la parité[51].
- 4 juillet 2005 : Ordonnance portant réforme de la filiation[51].
- 2 août 2005 : Loi en faveur des petites et moyennes entreprises ; celle-ci comprend notamment des dispositions relatives au statut du conjoint collaborateur[51].
- 12 décembre 2005 : Loi relative au traitement de la récidive des infractions pénales[51].
- 23 mars 2006 : Loi relative à l'égalité salariale entre les femmes et les hommes[51].
- 31 mars 2006 : Loi pour l'égalité des chances[51].
- 4 avril 2006 : Loi renforçant la prévention et la répression des violences au sein du couple ou commises contre les mineurs[51].
- 24 juillet 2006 : Loi relative à l'immigration et à l'intégration[51].
- 6 décembre 2006 : Rapport du Haut Conseil de la population et de la famille, recommandant une contraception gratuite et anonyme pour les mineures[52].
- 31 janvier 2007 : Loi tendant à promouvoir l'égal accès des femmes et des hommes aux mandats électoraux et fonctions électives[51] (parité obligatoire pour les communes de plus de 3500 habitants et dans les exécutifs de Région ; suppléants pour les conseillers généraux, les deux devant être de genres différents ; moins d'aide publique pour un parti politique en cas de non-respect de la parité pour les candidatures d'élections législatives)[52]. Cette loi sera suivie des lois du 26 février et 23 juillet 2008 concernant la facilitation de l'accès égal entre femmes et hommes à certains mandats et fonctions d'élus, ainsi qu'aux responsabilités sociales et professionnelles[52].
- 5 mars 2007 : Loi relative à la prévention de la délinquance[51].
- 14 mars 2007 : Création du « 3919 », numéro de téléphone national pour les victimes et témoins de violences conjugales[52].
- 13 avril 2007 : Décret relatif aux modalités de calcul et de partage des allocations familiales en cas de résidence alternée des enfants au domicile de chacun des parents et modifiant le code de la sécurité sociale (deuxième partie : Décrets en Conseil d'État)[51].
- 1er août 2007 : Loi autorisant la ratification de la Convention du Conseil de l'Europe sur la lutte contre la traite des êtres humains[51].
- 20 novembre 2007 : Loi relative à la maîtrise de l'immigration, à l'intégration et à l'asile[51].
- 17 décembre 2007 : Loi portant diverses dispositions d'adaptation au droit communautaire dans les domaines économique et financier[51].
- 21 janvier 2008 : Loi ratifiant l'ordonnance n° 2007-329 du 12 mars 2007 relative au code du travail (partie législative)[51].
- 26 février 2008 : Loi facilitant l'égal accès des femmes et des hommes au mandat de conseiller général[51].
- 27 mai 2008 : Loi portant diverses dispositions d'adaptation au droit communautaire dans le domaine de la lutte contre les discriminations[51].
- 11 juillet 2008 : Lettre du président de la République au Premier ministre relative aux ordres nationaux[56].
- 23 juillet 2008 : Loi de modernisation des institutions de la  Cinquième République ; elle prévoit notamment de préciser dans le Premier article de la Constitution française : « la loi favorise l'égal accès des femmes et des hommes aux mandats électoraux et fonctions électives, ainsi qu'aux responsabilités professionnelles et sociales » [51].
- 4 août 2008 : Loi de modernisation de l'économie[51].
- Septembre 2008 : Rapport sur l'image des femmes dans les médias, de Michèle Reiser[52].
- 16 janvier 2009 : Loi ratifiant l'ordonnance n° 2005-759 du 4 juillet 2005 portant réforme de la filiation et modifiant ou abrogeant diverses dispositions relatives à la filiation[51].
- 6 mai 2009 : Décret relatif aux interruptions volontaires de grossesse par voie médicamenteuse[51].
- 2010 : La lutte contre les violences faites aux femmes devient grande cause nationale[52].
- 8 février 2010 : Loi tendant à inscrire l'inceste commis sur les mineurs dans le code pénal et à améliorer la détection et la prise en charge des victimes d'actes incestueux[51].
- 9 juin 2010 : Loi relative à la création des maisons d'assistants maternels et portant diverses dispositions relatives aux assistants maternels[51].
- 9 juillet 2010 : Loi relative aux violences faites spécifiquement aux femmes, aux violences au sein des couples et aux incidences de ces dernières sur les enfants[52],[51].
- 9 novembre 2010 : Loi portant réforme des retraites, qui inclut notamment un article concernant l'égalité professionnelle dans les entreprises de plus de 50 salariés[52].
- 28 septembre 2010 : Loi visant à lutter contre l'absentéisme scolaire[51].
- 11 octobre 2010 : Loi interdisant la dissimulation du visage dans l'espace public[51].
- 9 novembre 2010 : Loi portant réforme des retraites[51].
- 27 janvier 2011 : Loi relative à la représentation équilibrée des femmes et des hommes au sein des conseils d'administration et de surveillance et à l'égalité professionnelle[52],[51].
- 24 mai 2011 : Arrêté portant création d'une Commission sur l'image des femmes dans les médias[51].
- 7 juillet 2011 : Loi relative à la bioéthique[51].
- 12 mars 2012 : Loi relative à l'accès à l'emploi titulaire et à l'amélioration des conditions d'emploi des agents contractuels dans la fonction publique, à la lutte contre les discriminations et portant diverses dispositions relatives à la fonction publique[51].
- 24 mai 2012 : Décret relatif aux attributions du ministre des droits des femmes[51].
- 6 août 2012 : Loi relative au harcèlement sexuel[52],[51].
- 28 septembre 2012 : Décret relatif au comité interministériel aux droits des femmes et à l'égalité entre les femmes et les hommes[51].
- 30 novembre 2012 : Le Comité interministériel aux droits des femmes établit un plan d'action sur 4 ans avec une priorité pour droits des femmes dans les politiques publiques[52].
- 17 décembre 2012 : Loi de financement de la sécurité sociale pour 2013, avec en particulier des dispositions concernant le congé de paternité[51].
- 18 décembre 2012 : Décret relatif à la mise en œuvre des obligations des entreprises pour l’égalité professionnelle entre les femmes et les hommes[52],[51].
- 3 janvier 2013 : Décret portant création d'une mission interministérielle pour la protection des femmes contre les violences et la lutte contre la traite des êtres humains[51].
- 3 janvier 2013 : Décret portant création du Haut Conseil à l'égalité entre les femmes et les hommes[51].
- 31 janvier 2013 :Loi tendant à abroger la loi n° 2010-1127 du 28 septembre 2010 visant à lutter contre l'absentéisme scolaire[51].
- 25 mars 2013 : Décret relatif à la participation des assurés prévue à l'article L. 322-3 du code de la sécurité sociale pour les frais liés à une interruption volontaire de grossesse et à l'acquisition de contraceptifs par les mineures[51] ; il comprend le remboursement de l'IVG à 100 % et, pour les mineures de plus de 15 ans, gratuité des contraceptifs médicaux[52].
- 17 mai 2013 : Loi relative à l'élection des conseillers départementaux, des conseillers municipaux et des conseillers communautaires, et modifiant le calendrier électoral[51].
- 17 mai 2013 : Loi ouvrant le mariage aux couples de personnes de même sexe[51].
- 19 juin 2013 : Accord national interprofessionnel « Vers une politique d’amélioration de la qualité de vie au travail et de l’égalité professionnelle »[52].
- 8 juillet 2013 : Loi d'orientation et de programmation pour la refondation de l'école de la République[51].
- 22 juillet 2013 : Loi relative à l'enseignement supérieur et à la recherche, qui prévoit notamment la parité lors d'élections et de nominations dans les instances de gouvernance de ces établissements[51].
- 2 août 2013 : Loi relative à l'élection des sénateurs, avec des mesures amenant à davantage de membres féminins qu'auparavant[51].
- 5 août 2013 : Loi portant diverses dispositions d'adaptation dans le domaine de la justice en application du droit de l'Union européenne et des engagements internationaux de la France[51].
- Novembre 2013 : Quatrième plan interministériel de prévention et de lutte contre les violences faites aux femmes[52].
- Décembre 2013 : Projet de loi concernant la lutte contre le système prostitutionnel[52].
- 6 décembre 2013 : Loi autorisant l'expérimentation des maisons de naissance[51].
- 27 décembre 2013 : Décret relatif au rapport annuel sur l'égalité professionnelle entre les femmes et les hommes dans la fonction publique[51].
- 20 janvier 2014 : Loi garantissant l'avenir et la justice du système de retraites[52],[51]
- 16 avril 2014 : Décret relatif aux attributions du ministre des droits des femmes, de la ville, de la jeunesse et des sports[51].
- 4 juillet 2014 : La France ratifie la Convention du Conseil de l'Europe sur la prévention et la lutte contre la violence à l'égard des femmes et la violence domestique (dite « Convention d'Istanbul »)[52] (la loi autorisant cette ratification date du 14 mai 2014[51]).
- 4 août 2014 : Loi pour l'égalité réelle entre les femmes et les hommes[51] (dans les domaines public, professionnel et privé)[52].
- 11 septembre 2014 : Décret relatif aux attributions du ministre des affaires sociales, de la santé et des droits des femmes[51].
- 1er octobre 2014 : Décret relatif aux attributions déléguées à la secrétaire d'Etat chargée des droits des femmes[51].
- 15 octobre 2014 : Projet de loi concernant la santé, qui propose notamment la possibilité pour les infirmiers scolaires de donner la contraception d'urgence aux élèves la demandant, et possibilité pour les sages-femmes de proposer l'IVG médicamenteuse[52].
- 29 décembre 2014 : Loi de programmation des finances publiques pour les années 2014 à 2019, avec en particulier des mesures concernant les allocations familiales[51].
- 16 janvier 2015 : Programme national d'action pour améliorer l'accès à l'IVG[52].
- Mars 2015 : Le Haut Conseil à l’égalité entre les femmes et les hommes publie une étude scientifique à propos des violences faites aux femmes dans les transports collectifs ; il conseille également un plan d'action national contre ces violences[52].
- 17 août 2015 : Loi qui a trait au dialogue social et à l'emploi, avec en particulier des mesures concernant les « agissement(s) sexiste(s) » envers toute personne[51].
- 15 octobre 2015 : Ordonnance portant simplification et modernisation du droit de la famille[51].
- 21 ou 23 décembre 2015 : Décret relatif à l'agrément des centres d'information sur les droits des femmes et des familles[51].
- 21 ou 23 décembre 2015 : Loi de financement de la sécurité sociale pour 2016, avec des mesures concernant la garantie contre les impayés de pension alimentaire[51].
- 26 janvier 2016 : Loi de modernisation du système de santé[51] ; le délai minimal de réflexion d'une semaine pour l'IVG est supprimé ; les sages-femmes peuvent proposer les IVG médicamenteuses et les centres de santé peuvent pratiquer celles instrumentales[52].
- 7 mars 2016 : Loi relative au droit des étrangers en France[51] ; les femmes étrangères victimes de violences accèdent plus facilement à un titre de séjour[52].
- 13 avril 2016 : Loi concernant le renforcement de la lutte contre le système prostitutionnel et l'accompagnement des personnes prostituées ; création d'un « parcours de sortie de la prostitution »[52].
- 14 mars 2016 : Loi relative à la protection de l'enfant[51].
- 13 avril 2016 : Loi visant à renforcer la lutte contre le système prostitutionnel et à accompagner les personnes prostituées[51].
- 8 août 2016 : Loi relative au travail, à la modernisation du dialogue social et à la sécurisation des parcours professionnels[51] ; le règlement intérieur d'une entreprise doit interdire les agissements sexistes[52]. Création législative du Conseil supérieur de l’égalité professionnelle entre les femmes et les hommes[52].
- 7 octobre 2016 : Loi pour une République numérique[51] ; création du délit d'atteinte à la vie privée à caractère sexuel (concernant notamment le « revenge porn »)[52].
- 18 novembre 2016 : Loi de modernisation de la Justice au XXIe siècle[51] ; le divorce par consentement mutuel peut être obtenu sans avoir besoin de passer devant un juge, mais avec des avocats et un notaire[52].
- 2" décembre 2016 : Loi de financement de la sécurité sociale pour 2017, dont une disposition crée l'Agence de recouvrement des impayés de pensions alimentaires[51].
- 27 janvier 2017 : Loi relative à l’égalité et la citoyenneté[51], qui institue notamment les femmes menacées de mariage forcé en tant que prioritaires pour l'accès à un logement social[52].
- 27 février 2017 : Loi portant réforme de la prescription en matière pénale[51] ; allongement des délais de prescription pour les délits tels que : harcèlement moral ; menaces de meurtre, viol ou agression sexuelle ; violences par le conjoint, concubin ou partenaire de PACS ; agressions sexuelles autres que viol[52]. Cette loi allonge davantage encore les délais de prescription en cas de crimes tels que viol ; violences d'un conjoint, concubin ou partenaire de PACS ayant entraîné une mutilation ou une infirmité permanente ; meurtres ; enlèvements ; et séquestrations[52].
- 20 mars 2017 : Loi relative à l'extension du délit d'entrave à l'interruption volontaire de grossesse[51] : extension du délit d'entrave à l'IVG aux nouvelles pratiques virtuelles (par exemple concernant le fait d'empêcher ou tenter d'empêcher la prise d'informations ou la réalisation)[52].
- 24 mai 2017 : Décret relatif aux attributions déléguées à la secrétaire d’État chargée de l'égalité entre les femmes et les hommes[51].
- Octobre 2017 : Libération internationale de la parole après l'affaire Weinstein : les plateformes numériques telles que Twitter accueillent notamment nombre de témoignages concernant du harcèlement et des agressions sexuelles, en les liant par les mots-clés #MeToo et #BalanceTonPorc en France[52].
- 3 août 2018 : Loi renforçant la lutte contre les violences sexuelles et sexistes[51] (création de l'infraction d'outrage sexiste, élargissement de la définition du harcèlement en ligne, renforcement dans le Code pénal des dispositions réprimant les infractions sexuelles sur mineurs, et délai de prescription des crimes sexuels sur mineurs à 30 ans après la majorité de la victime)[52].
- 5 septembre 2018 : Loi pour la liberté de choisir son avenir professionnel[51].
- 10 septembre 2018 : Loi pour une immigration maîtrisée, un droit d'asile effectif et une intégration réussie[51].
- 23 mars 2019 : Loi de programmation 2018-2022 et de réforme pour la justice[51].
- 22 mai 2019 : Loi relative à la croissance et la transformation des entreprises[51].
- 27 mai 2019 : Décret relatif à l'amélioration de la protection sociale au titre de la maladie et de la maternité des travailleurs indépendants[51].
- 26 juin 2019 : Plan national d'action visant à éradiquer les mutilations sexuelles féminines[52].
- 24 juillet 2019 : Projet de loi relatif à la bioéthique, concernant notamment l'accès à la Procréation médicalement assistée (PMA) pour les couples de femmes et les femmes célibataires[52].
- 26 juillet 2019 : Loi pour une école de la confiance[51].
- 6 août 2019 : Loi de transformation de la fonction publique[51].
- 28 décembre 2019 : Loi contre les violences au sein de la famille[51].
- Mars 2020 : dans le contexte de la pandémie de Covid-19 et de la crise sanitaire liée, les confinements notamment entraînent une forte hausse des violences conjugales, ce qui a aussi pour effet de mieux mettre en lumière le phénomène au sein de la société[52].
- 24 juin 2020 : Loi visant à lutter contre les contenus haineux sur internet[51].
- 30 juillet 2020 : Loi visant à protéger les victimes de violences conjugales[51].
- 25 août 2020 : Extension de la gratuité de la contraception pour les filles de moins de 15 ans[52].
- 23 septembre 2020 : Un dispositif électronique mobile anti-rapprochement en vue du contrôle à distance des conjoints ou ex-conjoints violents est mis en place par décret[52].
- 2021 : Année du Forum Génération Égalité de l'Organisation des Nations unies (ONU), coorganisé et accueilli par le Mexique au printemps et la France fin juin-début juillet.
- 24 décembre 2021 : Loi n° 2021-1774 visant à accélérer l'égalité économique et professionnelle, dite "loi  Rixain"[57],[58],[59],[60],[61],[62]
- 23 février 2022 : le délai légal d'accès à une IVG passe de 12 à 14 semaines[63].

### Chronologie de la lutte pour l'égalité professionnelle en France
- 1900 : Loi permettant aux femmes d'accéder pleinement au barreau avec accès à la plaidoirie
- 1907 : Une loi autorise les femmes mariées à disposer librement de leur salaire. Auparavant tout revenait à leur mari. Elles peuvent également désormais siéger aux conseils de prud'hommes[64].
- 1908 : La loi accorde un congé de maternité de huit semaines, sans salaire
- 1920 : Les femmes peuvent adhérer à un syndicat sans l'autorisation de leur mari.
- 1924 : Les femmes sont autorisées à passer le baccalauréat (certaines l'avaient déjà obtenu par le passé, notamment Julie-Victoire Daubié, mais désormais l'enseignement secondaire est le même pour les deux sexes, ce qui permet à davantage de jeunes filles de prétendre à ce diplôme)[64].
- 1928 : Congé de maternité, à plein salaire, de deux mois dans la fonction publique
- 1938 : L’incapacité juridique des femmes est levée. Elles peuvent accéder à l’université, faire des études, recevoir une carte d’identité ou un passeport sans l’autorisation de leur mari[64] (loi Renoult). Celui-ci reste cependant le chef de famille et peut interdire à l'épouse l'exercice d'un métier[65].
- 1942 : Les femmes veuves peuvent travailler, même si leurs maris travaillaient déjà, à condition de ne pas causer de licenciement
- 1944 : Droit de vote pour les femmes
- 1945 : Suppression de la notion de « salaire féminin ». La notion « à travail égal, salaire égal » est inscrite dans la législation
- 1946 : Les femmes peuvent devenir juge[64].
- 1965 : Réforme des régimes matrimoniaux : les femmes peuvent exercer un travail ouvrir un compte en banque sans l'autorisation de leur mari[64] et bénéficier des avantages sociaux.
- 1967 : Légalisation de la contraception médicalisée par la loi Neuwirth. Les femmes peuvent entrer à la bourse de Paris et spéculer[64].
- 1970 : Suppression du « chef de famille ». Égalité du couple pour gérer le ménage. Création de l’autorité parentale[64].
- 1971 : Instauration du congé de maternité indemnisé à 90 %
- 1972 : Une loi instaure le principe d'égalité de rémunération entre les hommes et femmes ; première d'une série de lois jamais vraiment appliquées sur le sujet. Les femmes peuvent accéder à l'École polytechnique[64].
- 1975 : Loi interdisant toute discrimination dans la fonction publique; Simone Veil fait voter une loi dépénalisant et encadrant l'interruption volontaire de grossesse (IVG). Le mari ne peut plus lire les correspondances de la femme ni décider de ses relations. Tout l'enseignement supérieur est accessible aux femmes[64].
- 1977 : Suppression de l'allocation de salaire unique
- 1982 : Les femmes de commerçants et artisans peuvent choisir entre trois statuts : conjoint collaborateur, salariée ou associée
- 1983 : Loi sur l'égalité salariale entre hommes et femmes, très peu appliquée
- 1984 : Le congé parental est ouvert à chacun des parents, au choix
- 1986 : Circulaire ministérielle favorisant la féminisation des termes de métiers: artisane, écrivaine...
- 1987 : Assouplissement des restrictions sur le travail de nuit
- 1992 : Loi contre le harcèlement sexuel
- 2001 : Renforcement de la loi de 1983 sur l'égalité professionnelle
- 2005 : Nouvelle loi sur l'égalité professionnelle, sans critère contraignant ni sanction, en cas de non-respect des objectifs.
- 2006 : Loi sur l'égalité scolaire homme/femme.
- 2006 : Prévention des violences conjugales.
- 2010 : Loi relative aux « violences exercées sur les femmes », au sein des couples, ayant des incidences sur les enfants, qui crée le délit de violences conjugales à caractère psychologique.
- 2011 : Convention du Conseil de l'Europe sur la prévention et la lutte contre la violence à l'égard des femmes et la violence domestique
- 2013 :  L’interdiction du port du pantalon pour les femmes est officiellement abrogée. Son port s'était banalisé dès les années 1960[64].
- 2014 : Loi pour l'égalité réelle entre les femmes et les hommes.
- 2017 : À partir du 1er janvier 2017, un quota de 40 % dans les conseils d'administration (CA) ou de surveillance devra être respecté (entreprises avec un minimum de salariés ou de CA)[66].

## Violence contre les femmes
Selon une étude de l'Organisation mondiale de la santé (OMS), entre 15 % et 71 % des femmes ont déjà été victimes de violences conjugales, quelles soient physiques, sexuelles ou morales. En France, un conjoint tue sa femme plus d'une fois tous les deux jours, plus souvent par homicide volontaire que par violences ayant entraîné la mort.
Dispositifs mis en place contre les violences faites aux femmes : l'intervention du gouvernement ainsi que le ministère de l'éducation[Où ?]. De nombreuses sensibilisations ont été mises en place dans les établissements scolaires. Le ministère de l'intérieur a fondé une loi le 23 mars 2006 afin qu'il y ait une égalité scolaire homme/femme. Il existe également l'intervention de plusieurs associations qui militent pour la mixité[réf. souhaitée].

### Rapports
- Bilan des mesures adoptées
- Combattre les violences faites aux femmes
- Bilan de l’application des dispositifs promouvant l’égalité professionnelle entre femmes et hommes
- Femmes éloignées du marché du travail
- Kit pour agir contre le sexisme
- Le sexisme dans le monde du travail
- Écarts de rémunération entre femmes et hommes